# 琉裝
琉裝是琉球民族的傳統民族服裝，16世紀時，琉球國時代確立了階級制度，服裝亦根據身份、階級分類。不同身份、階級的人所穿的服裝以色彩、模樣以及布料區別。由於琉球同時受到中國文化和日本文化影響，琉裝吸收了明制汉服以及江戶時代和服的特點，加上當地特有的民族色彩而形成。
現在所見的琉裝成形於琉球國時代，特徵是交領、右衽、衣袖較寬大、衣帶結於前方，庶民女性服飾偶有左衽。琉球國時代的琉裝，貴族、士族服裝、禮服以紅型（一種彩色的染色技法，也指這種技法所染的服裝）為主，色彩鮮豔，常服及庶民服裝多以芭蕉布製成，款式樸素。由於氣候溫暖，即使冬天也甚少穿棉襖等厚衣服。

## 種類
琉裝可分為常服、禮服和表演服裝。常服和常禮服多以苧布、芭蕉布、棉布、桐板為質料，各地所用的布料又有不同的特色，如首里的首里織、久米島的久米島紬、讀谷山的讀谷山花織、八重山群島的八重山上布、宮古島的宮古上布、奄美大島的大島紬等。常服傳統上以素色、淺色為主，亦有以藍型技法漂染的，樣式樸素。最常見的款式是衾，男女皆可穿著，可單穿或配褲。另外又有襖裙、裋褐、比甲（ウッチャキ）、祫衣（ワタジン）、羽織（ウァボーイ）、打掛、裲襠等種類。祫衣多在冬季作禦寒之用。大部份常服與漢服及和服相似，但也有受滿服影響的馬褂。
禮服有些是紅型衣裝，女性在重大儀式時還會在外加上一件稱為御姊妹衣（ウミナイビ）的大袖紅型外套。襖裙作為大禮服時，會先在襖之內順序穿上白、紅、水色、黃的中衣。男子的大禮服則是長袍加上於前面打結的寬腰帶。

表演服裝方面，一般民俗舞蹈表演的服裝與常服相近，又因應不同地區而有當地的特色，而作為大禮服的襖裙加御姊妹衣是最華麗的舞蹈服之一，多在表演宮廷舞蹈時穿著，舞者有時還會戴上花笠。花笠的樣子像蓮花，花瓣為紅色，代表太陽，花下的部份為海藍色，代表大海。比甲常用作祭典活動中跳鼓舞者的衣著。

## 歷史

### 13世紀前
琉球人於13世紀前的服裝缺乏文獻記載，相關內容有《隋書·東夷列傳·流求國》的記載，書中記載當時流求人男女皆以白紵繩纏髮，從頸項後面繞至額頭。男子用鳥羽為冠，以珠貝、赤毛裝飾。婦人戴正方形、以羅紋白布製成的帽。織鬥鏤皮並雜色𦅜及雜毛以為衣，制裁不一。綴毛垂螺為飾，雜色相間，下垂小貝，其聲如佩，綴珰施釧，懸珠于頸。但現時未有足夠史料證實「流求」與「琉球」指同一地，故此這些記載未必能反映古琉球人的服飾。
在較後期成書日本典籍《琉球國舊記》亦有關於古琉球人服飾的記載，書中指琉球人在天孫王朝時以蕉、麻纖維織布造衣《球陽》、《中山世譜》亦有關於古琉球人髮型的描述，傳說舜天的頭部右側長有一個瘤，常常結髻在右邊遮掩其瘤，國人也仿效他結欹髻於右方，进而形成一固守之习俗。

### 三山時代

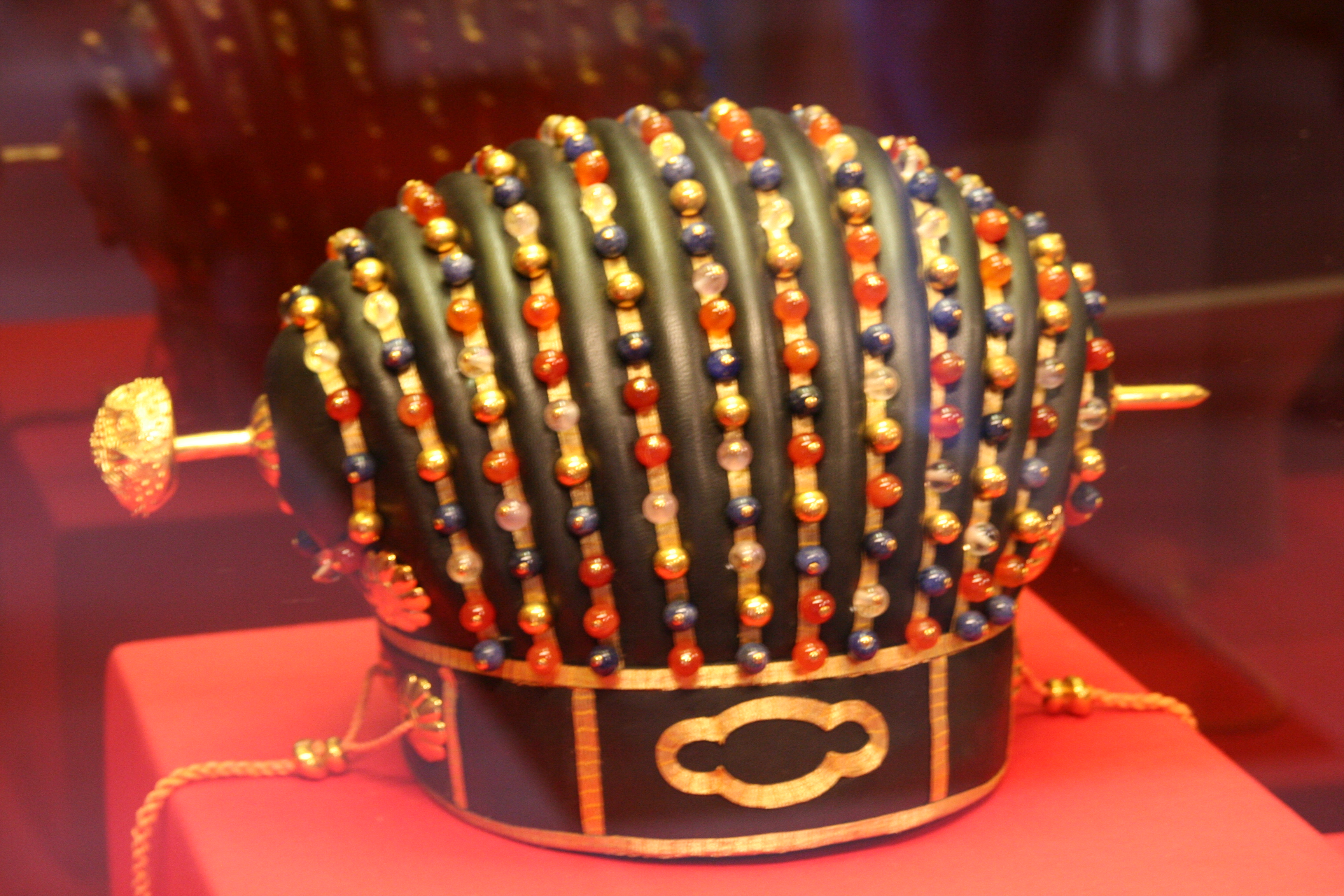
由明朝皇帝賜給琉球國王的皮弁，稱為「玉御冠」

自三山時代起，琉球開始與中國有較為頻繁的來往，一些中國史籍如《潛確居類書》、《武備志》就記載了當時琉球人的衣著，但這些典籍對琉球人派官生到明之前的服飾記載與《隋書》相近，恐非實事。雖然如此，《潛確居類書》「區字」「東南夷」)、《武備志》等典籍均指琉球人在派遣官生到國子監讀書後開始仿效漢人衣冠，這應是後世琉裝的雛形。至元代汪大淵著《島夷志略》，才有較為可靠的記載，書中描述琉球男女皆拳髮，以花布為衫。後來明代人費信於永乐年間（琉球三山時代末期）到過琉球，回國後著《星槎勝覽》，書中記載琉球人穿印花布大袖衫配褲。
另外，當時君主向明朝貢時，明朝常會賜冠服給他們。如《明史·外國列傳·琉球國》載，洪武二十五年中山王國遣使朝貢，明太祖就賜中山王察度衣巾，包括夏衣、冬衣、靴襪等。後來中山國再派遣官生前往國子監讀書，感慕華風，於是中山王又遣使到明朝請求賜服予臣下，明太祖就賜冠服給他們。永樂年間，南山、中山、北山三國之國王均向明朝朝貢，三方先後獲賜冠帶。此後三國直至建文、永乐年間仍繼續向明朝朝貢，其中以中山王國朝貢最頻繁，一次中山王察度遣使向明朝貢並請賜冠帶，明太祖見中山王國如此仰慕華風，就命禮部繪圖讓他們自製明式服飾，自此他們每次見明朝使節時，從國王到百官都穿著明朝服裝。山北、山南也經常獲賜各種服飾，除國王獲賜冠帶外，官生也獲賜有巾服、靴絛等。《大明會典》也有相關記載。可見琉球自与中国建立起正式官方往来之後，服饰日趋汉化。

### 琉球國

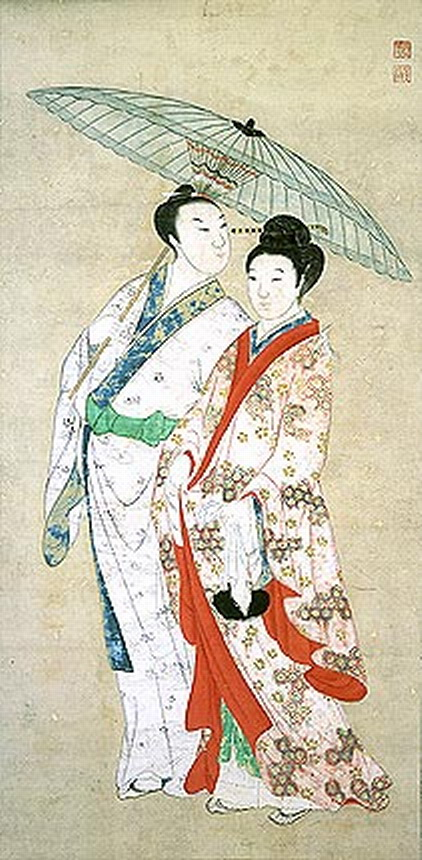
琉球國時代士族男女的禮服

尚巴志建立統一的琉球國，史稱第一尚氏，仍然向明朝朝貢。據《明史·外國列傳·琉球國》載，宣德元年，尚巴志王遣使向明朝求賜冠服，獲賜皮弁服。後來又獲賜臣下服飾至正統元年，尚巴志王再遣使朝貢，使者稱之前所賜的臣下冠服已經破爛，請求再賜，明英宗則下令琉球國自行製作冠服。謝杰《琉球錄撮要補遺》則載吞併山南、山北的尚巴志王獲賜麟袍、犀帶《琉球錄撮要補遺》：「以其國有三王：曰山南王、山北王，後為所併，故獨稱中山封之者，仍其舊號也；賜以麟袍、犀帶視二品秩。」。後來尚圓推翻第一尚氏，建立第二尚氏王朝，繼續向明朝朝貢，歷代均獲賜服。
這時代琉球人的衣著亦有較多典籍記載，從中亦可見琉球國已有一套較完善的衣冠制度，王室、貴族、官員、士族、庶人之服飾均有差別。這套服飾制度一直沿用至廢藩置縣。但在第一尚氏王朝末年至第二尚氏王朝初年，沖繩島以外地區如八重山群島、宮古群島等地的庶民仍然保留較為原始的服飾，如有穿耳、串珠繞項之俗，男子辮髮，女子不束髻等。
洪武年間，明朝賜閩人三十六姓至琉球，織布、紡紗等技術也帶到琉球，此後服饰制式亦日漸多样化和讲究。琉球典籍如《中山世譜》、《中山世鑑》、《球陽》，中國典籍如陳侃《使琉球錄》、《中山傳信錄》、《琉球國志略》、《續琉球國志略》，日本典籍如《琉球國由來記》、《琉球國舊記》，均有相當於中國明朝時期的琉球國服飾記載。琉球國通过冊封以及朝貢贸易，獲中國頒賜成衣和衣料，促進當地製衣工藝的發展當地的服飾習俗也受到影響。除了以傳統的蕉布製衣外，按《琉球国旧记》所载，琉球人自萬曆年間起開始以棉織布製衣。
這時代的代表服飾為紅型衣裝，紅型本是一種染色技法，以大膽華麗色彩及豐富多樣造型著稱，紅型衣裝就是以這種染色技法之衣料所製的衣服，是王族、貴族、士族女子及未成年男子的禮服，女子禮服的紅型大袖外衣又俗稱「御姊妹衣」（ウミナイビ，琉球語對王族女性的尊稱，本義為對姊妹的敬稱））。士庶男女常服皆穿衾（チン），多以芭蕉布製成，有簡潔的圖案。相對於貴族的禮服，平民的衣服十分樸素，夏季至十月多穿葛布衣，即使在冬天，由於氣候溫暖，也是穿苧麻布製成的衣服，只是布質較為細密以作禦寒，或多穿幾件苧麻衣保暖，只有富貴家才會穿綿絲質料的衣服。但鞋履方面男女貴賤差別不大，除了某些特定場合和少數士大夫會穿明式鞋履外，全國上下不論貴賤均穿草靸，也有赤腳者，只是富貴人家會以蘇席藉屨底，略加皮緣裝飾。早期不穿襪子，後期穿二趾襪。
首服的顏色以及髮簪的材質皆可區分貴賤等級。尚真王始定簪制。至清代時簪又分長簪和短簪，長簪長一尺餘，為婦人、幼童所用；短簪長約三、四寸，狀似如意，為成年男子所用。

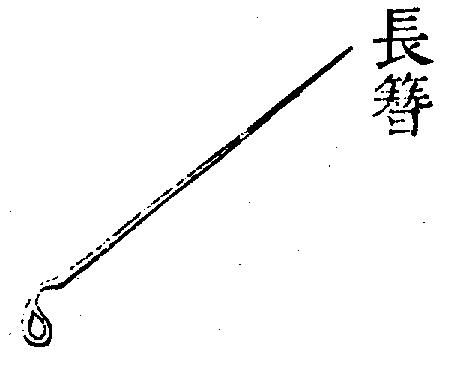
長簪，初期全國男女老少皆用，後期為婦孺專用
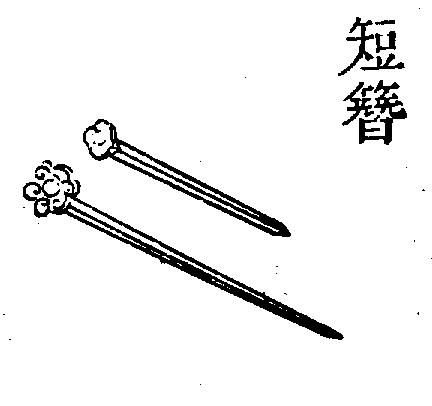
短簪，後期男子所用
琉球人所穿的草靸，當地稱為「三板」
配搭「三板」的二趾襪
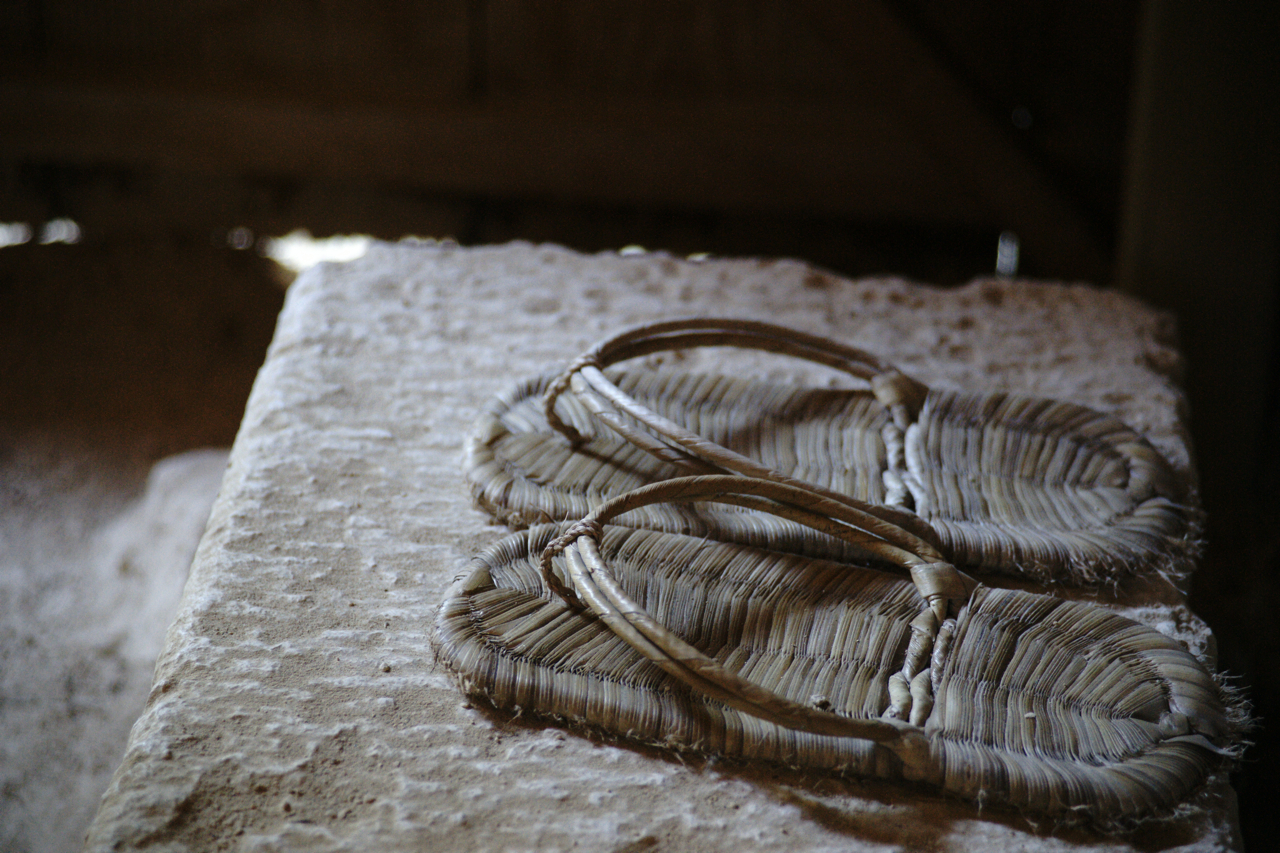
琉球「三板」實物

#### 男子服飾
當時琉球土著與華人後裔衣著並無明顯差別，常服外衣為寬博的及膝長袍，稱為衾（チン） ，有帶束腰，袖口寬大，長二至三尺，袖長不掩指，袖口沒有縫緝，型制近似道士服，腰帶與纏頭布同色，鞋履方面則不論貴賤均穿草履，又稱「三板」（也作「三朳」），在見中國使者時才會穿鞋和靴，只有少數文人、秀才會在平日穿鞋靴。夏秋之衾多用葛布，冬春則多用紬（粗綢）。
在琉球國建立之初至第二尚氏王朝中葉，琉球土著與華人後裔的差別僅在於髮型，他們都在頭上結髻，以色布（又稱「手帕」）纏頭，所用的色布長一丈三尺，繞頭部捲八層，故又稱八卷。另有部份文人、秀才會戴漢式巾幘，尤其多見於聚居久米村的閩人三十六姓後裔。所不同的是琉球土著承襲古制結欹髻於頭部偏右方，華人後裔則戴網巾、結髻於正中。初期只有華人後裔戴網巾，琉球土著本來並不戴網巾，至萬曆年間，冊封使謝杰的舅父帶著幾百件網巾隨謝杰赴琉球。到了琉球，網巾卻賣不出去，謝杰就利用職權之便，遲遲不舉行冊封禮，對琉球人說他們既然穿中華服飾，冊封日若有任何一名陪臣不戴網巾，就不會舉行冊封禮，強逼所有參與冊封禮的官員購買，於是網巾被搶購一空。自此琉球人才有戴網巾的習慣。此事傳回謝杰的家鄉福州長樂，當地就有了「琉球人戴網巾」這句意指強逼買賣的俗語了。至琉球被薩摩藩入侵以及明朝被清所滅後，琉球人開始剃頂髮。國王以下的所有成年男子都只留外髮一圍，然後把頭髮綰成小髻在頭頂正中或前額，自此琉球土著與華人後裔的髮型無異。當時琉球被薩摩藩入侵、控制，雖然同時期清朝也有薙髮易服令，但當時琉球男子的髮型較為接近日本，可能是薩摩藩強制當地人更改髮型。
當時首服及髮簪均按照身份地位而定，初期官員朝服不戴冠帽，以八卷（ハチマキ，又作缽卷，是一種色布）纏頭，以黃色為最尊貴，然後是紅、青綠，白為最低等，國王則以錦帕纏頭。清朝時八卷演變成帽子。清初帽子的制法较为简单，是以紙為帽胎，用一條長十分、闊三分的布裹在帽胎上繞三轉圍成一圈。到了清後期，帽子的製法較為繁瑣，改用木片為骨，以絹帕包裹，前包七層或九層，後十一、二層，以絹帕的顏色區別等級，順序為紫、黃、紅、青、綠，同色的又以有花紋和無花紋區別高下。
自尚真王規定簪制後，常服所用之髮簪也能以形狀、材質、紋飾等區分貴賤。张学礼《使琉球錄》記載當時簪的材質分為金、银、铜、玳瑁、明角、竹等，有官職者插金、銀簪百姓用銅、玳瑁、角、竹製之簪，賤民則不得用簪。

##### 王室、官吏服飾及士族禮服

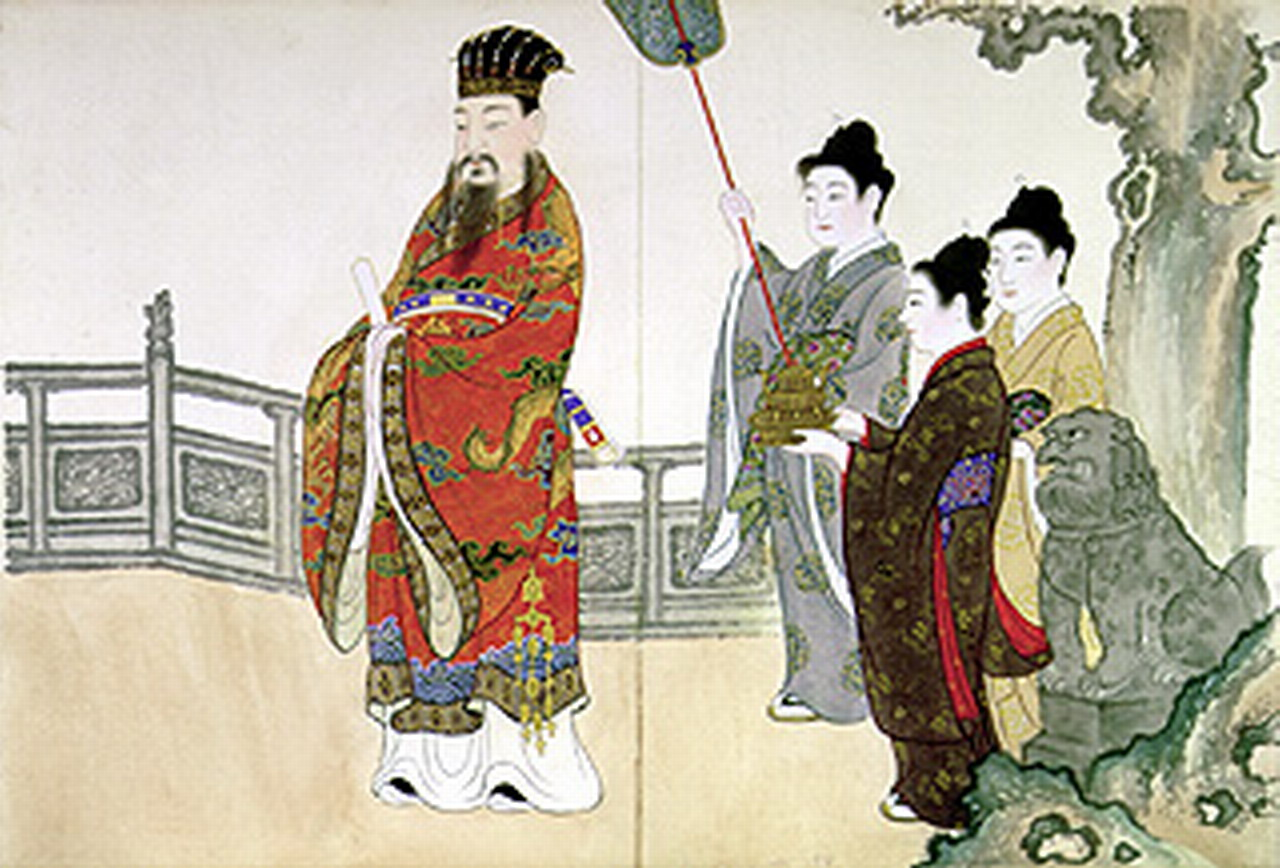
穿戴皮弁冠服的國王

琉球國王的部份服飾及琉球官服及其布料多得自中国颁赐，因此样式、质地、花色、穿戴规矩等方面都与中国颇为相似，尤其是冊封禮所用之器皿和服飾都必須按照明朝的礼数进行，因此每次冊封，明帝都會頒賜冠服。例如陳侃《使琉球錄》引嘉靖十一年（1532年）明世宗向琉球國頒下的聖旨，提到尚清王獲賜展角紗帽、金廂犀束帶、常服羅、大紅織金胸背、麒麟圓領袍、青褡獲、綠貼裏、皮弁冠服、七旒早皺紗皮弁冠、玉圭、五章絹地紗皮弁服，大紅素皮弁服、素白中單、纁色素前後裳、纁色素蔽膝一件（連玉鈎）、纁色粧花錦綬（連金鈎玉玎璫全）、紅白素大帶、大紅素紵絲舄（連襪）。此外還有絲綢衣料多疋賜予尚清王。《中山世鑑》也有賜服的相關記載，雖然歷代獲賜的衣飾不同，但皮弁冠、弁服、胸背、貼裏、蔽膝都是常見的賜服。在冊封禮時，國王會穿蟒袍，繫犀角白玉帶。
國王戴展角烏紗帽，雙翅向上，盤金朱纓，在頷下三、四寸處繫結，插龍頭金簪
。穿蟒袍，帶用犀角、白玉。燕居時有以錦帕或紅白綃、黑綃纏頭，後來改為裹五色帽，出入則戴斗笠。皮弁則為大禮服，在受封後及望舟宴時穿戴。
王族、貴族、官吏服裝也有一定制度，當時的官服從穿戴、式样、纹式、质料上都有严格的规定，可區分品秩。不同典籍所記載的形制略有差異。據《琉球國由來記》載，由尚豐王時代開始，有品秩的官員朝服為端青袍，為長袍，以芭蕉布製成。《琉球國由來記》載當時尚豐王看到有人穿大綠衣，覺得色彩光鮮、花紋美麗，於是下詔定王子、按司的朝服為大綠色，親方以下朝服為大青色，諸間切掟、目指的朝服為玉色，諸細工朝服則為家來赤頭但《球陽》則指琉球國自尚質王元年（1629年）才開始以芭蕉布為朝服。《中山傳信錄》則記載正、從一品官穿綠色袍，二品及以下穿深青色袍。《續琉球國志略》則統稱為端青袍。此後官吏朝服式樣並沒有大改變，只是明時官常服並沒有束大帶，到清代才開始束大帶，大帶也有劃分等級的作用，《中山傳信錄》載正、從一品官戴錦帶，二、三品官戴龍蟠黃帶（二品官有功者賜錦帶），四品官用龍蟠紅帶，五品官用雜色花帶，六、七品官戴雜色衣帶《續琉球國志略》。端青袍以大帶束在腰間，提起三、四寸，以便懷納紙夾、煙袋等物件。宮中武士則戴紅帽、穿皂衣。
首服最初為八卷，清代之後變成帽子。不論是纏頭帕還是冠帽皆以材質、顏色分辨貴賤，《琉球國由來記》和張學禮《使琉球錄》皆有八卷、片帽顏色與材質規定之描述，《琉球國由來記》簡述當時八卷紬布的顏色可分为赤、黄、紫、青、黑等，又以紫、黄为尊贵，红、绿其次，青則為最低等，張學禮《使琉球錄》則記載王子（包括國王之叔伯兄弟子姪）用黃花綾，宗族（按司）用黄光綾，法司、紫金大夫用紫花綾，大夫、通使等官用红绢，秀才用红光绢，役人和雜職用紅布，攝政則戴花錦帽作為識別。此外，《中山傳信錄》和趙新《續琉球國志略》亦有記載官員帽子顏色材質的內容。《中山傳信錄》載，正、從一品官戴彩織緞帽，二品官載紫綾帽，三品至五品官皆戴黃綾帽，六、七品官戴黃絹帽，八、九品官及官生戴大紅縐紗帽，雜職官吏戴紅絹帽，趙新《續琉球國志略》除載六七品官之帽為黃紬帽外，與《中山傳信錄》所載一致。至乾隆五十六年，尚穆王仿中國制度以纓繫帽，規定王子、按司用青絲編纓，法司以下諸王和秀才的纓用黑絲，座敷以下用黑棉纓。寒冷時會戴片帽，皮笠則為官役所用。
髮簪也因應官階、身份有所不同，不同典籍記載之實際制度均有所出入。夏子陽的《使琉球錄》載當時分为金簪、镀金簪、银簪、铜簪等，其中金为贵、镀金次之、银再次之、铜为下。《琉球國由來記》載王世子結片髮時插黄金花葵簪，不结片发之时插大簪花龙。王子、按司、紫浮织亲方插黄金花葵簪，法司座亲方、紫冠亲方插黄葵黄金茎银簪。御鎖侧以下官員及一般士族插银花葵银台花簪。新参士不敍位时插鍮花银台花簪。王子不结片发时改插黄金簪。按司以下一般士族不结片发时插银簪。张学礼《使琉球錄》所載與前者略有差異，指國王用起花金簪，王子用光金簪，三司官用紫金簪，大夫用起花銀簪，大夫通使用光銀簪。而《中山傳信錄》對各級官員的髮簪和首服規定都有明確記載，正、從一品官戴彩織緞帽、錦帶、金簪，穿端青袍。二品官載紫綾帽、龍蟠錦帶冠帶，其中正二品插金簪，從二品插金花銀柱簪。三品至五品官皆戴黃綾帽，以腰帶區分品秩，三品官用龍蟠黃帶、四品官用龍蟠紅帶、五品官用雜色花帶。六、七品官禮服形制相同，大紅縐紗帽，雜色衣帶，三品至九品官皆插銀簪。《琉球国旧记》也有關於簪制的記載，書中載除國王插龍頭金簪外，各級官員、士族之簪均為花形。王世子、王子、按司、法司戴葵花頭金簪，紫金官戴銀莖金葵花簪，御所側至有爵位的士族子弟戴玉花銀簪，未有爵位的士族則戴玉花銅簪。
此外，他們承襲中山王國之制，在明朝使節到來時會穿著仿效明朝制度的服裝，例如官員的補服。至明朝滅亡，清朝建立，他們在冊封禮時就改穿本土樣式的服裝了。
當時宮廷樂舞如御座樂、組踊、宮廷舞蹈等演出均由士族子弟擔任，御座樂中的樂童子是身穿女裝、腳穿紅襪的士族少男。除表演人員外，還有一些有特殊職務的宮廷人員，包括醫官（又稱「五官正」）、宗叟（負責宮中茶湯職務，又名御茶湯）、司灌園、樂工等都有與其他人不同的服飾，他們皆剃髮如僧、戴黑色六稜幔頂寬、稱為片帽的帽子，這是因為他們職務繁忙且急切，無暇梳理頭髮。他們除了穿衾外，還會在外多穿一件短褂後來醫官也不剃髮。樂工在演奏時則會改以紅帕裹頭。

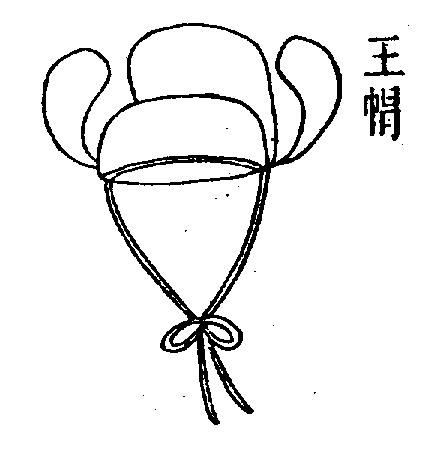
國王所戴之展角烏紗帽
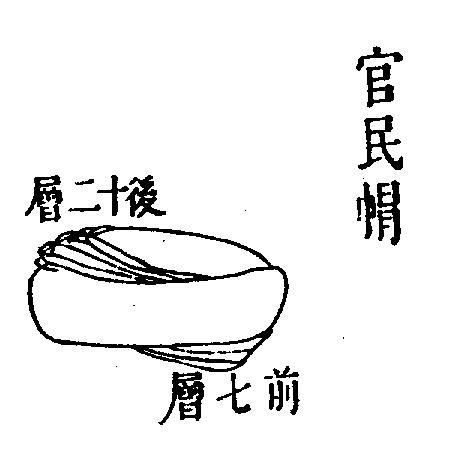
後期男子所用的帽子
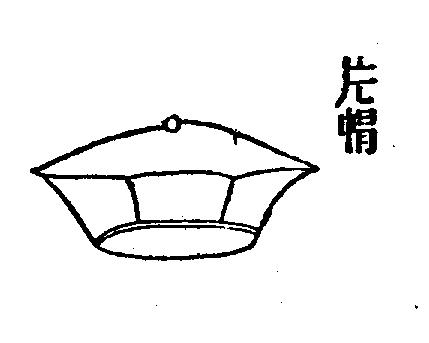
片帽，是醫官、樂工等人員平日所戴及其他人員寒冷時所用
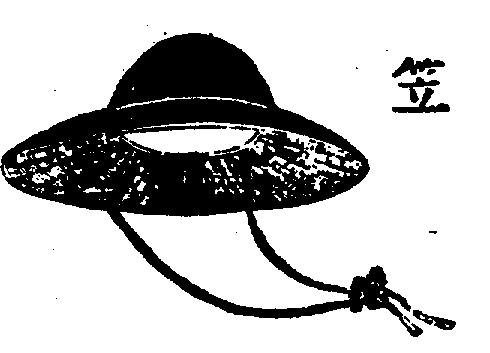
皮笠，為官役所用

##### 士庶常服

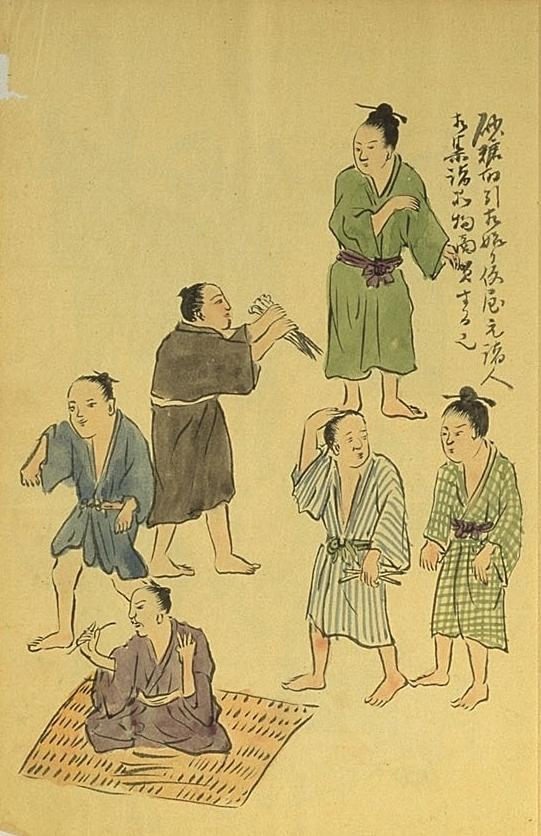
庶民男子服飾

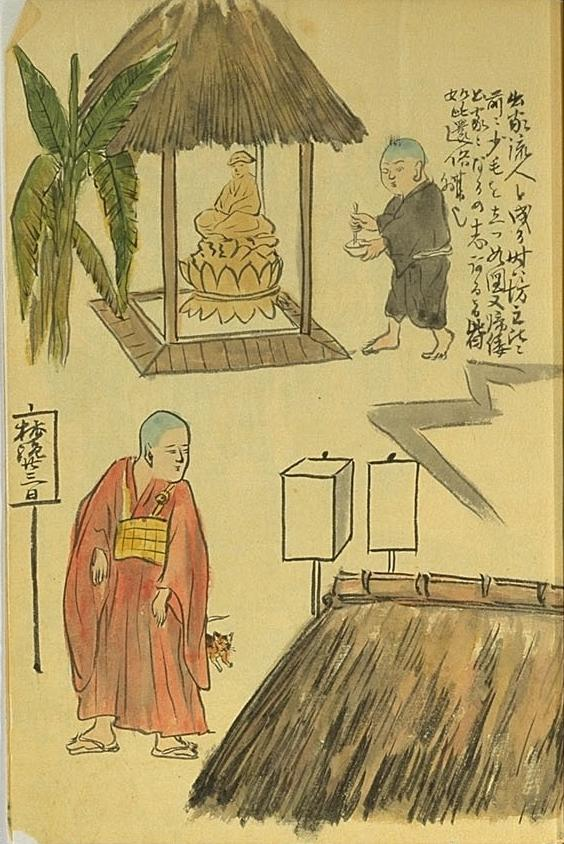
寺院裡的僧侶

士庶男子常服為衾，袖寬二、三尺，長不過手指，沒有連著衣服的繫帶，類似和服，多以蕉布、蕉葛製作，也有用緞子、絲綃、苧布製成的，要另外束帶。《朝鮮王朝實錄》的《端宗實錄》載衣服有黑、白、紅等色，《世祖實錄》則記載他們的衣服以黑、白為主。尊者袖口及衣上以五色絲繡獸形，腳穿草靸（三板），少數文人、秀才會在平日穿鞋靴，《成宗實錄》則指他們多穿白衣、以帛裹髻，有職事者用班染繒裹䯻，着白細苧布，結紅染帛衣帶。
髮型方面，《中山傳信錄》及夏子陽《使琉球錄》皆記載他們在明代滅亡前都留髮，土著結欹髻於頭偏右方，閩人三十六姓則結髻在頭頂正中，按司以下士族插銀簪，庶民插竹或玳瑁簪，後來有戴網巾。明亡後開始剃頂髮，結髻於頭中央，簪短簪。但《端宗實錄》則指他們結髻于左耳上，餘髮環結于右耳上, 以白布裹著。可能是因為地區不同而有不同衣著。他們平日不常戴冠帽，所戴冠帽如上文所述，有琉球本土的冠帽和明式冠帽兩種。此外又有片帽、斗笠等帽子，斗笠亦因應用途而有不同的材質如竹、木和形狀，也會染成不同顏色。
八重山群島、宮古群島的庶民男子之服飾於第二尚氏王朝初期又有異於以上所述，《朝鮮王朝實錄·成宗實錄》記載與那國島（《成宗實錄》作「閏伊是磨」、「閏伊島」）、波照間島（《成宗實錄》稱「捕月老麻伊是磨」、「捕月老麻伊島」）、新城島（《成宗實錄》稱「捕剌伊是磨」、「捕剌伊島」）、多良間島（《成宗實錄》稱「他羅馬是磨」、「他羅馬島」）、宮古島（《成宗實錄》稱「覔高是磨」、「覔高島」）等島嶼的男子服飾大致相近，他們結辮髮，再以苧繩束起，挽髻在頸旁上他們留長鬍子，有些人會把鬍子結辮或挽髻。他們上身穿藍或青色直領、無領寬短袖苧布衣，下身以三幅白布圍著作為中裙。多良間島、宮古島的服裝則用染藍的苧布製成，看起來有如彩緞這些地區的男子都不穿鞋子。
波照間島有穿耳之俗，貫青小珠，又有串珠繞項，新城島人則串青珠繞繫手臂和小腿
至第二尚氏王朝後期，這些地區的衣著也受到沖繩本島的影響，除了使用各地自行生產不同質料、紋樣的布料製作衣服外，款式和沖繩本島的大致相近。

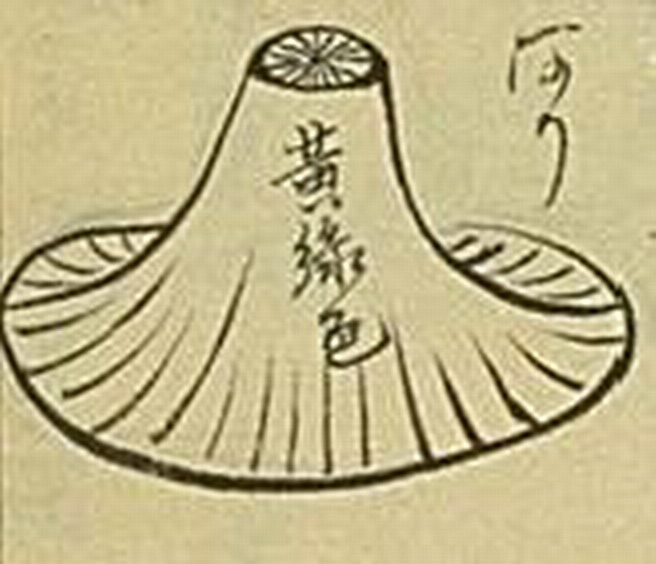
登山用的斗笠
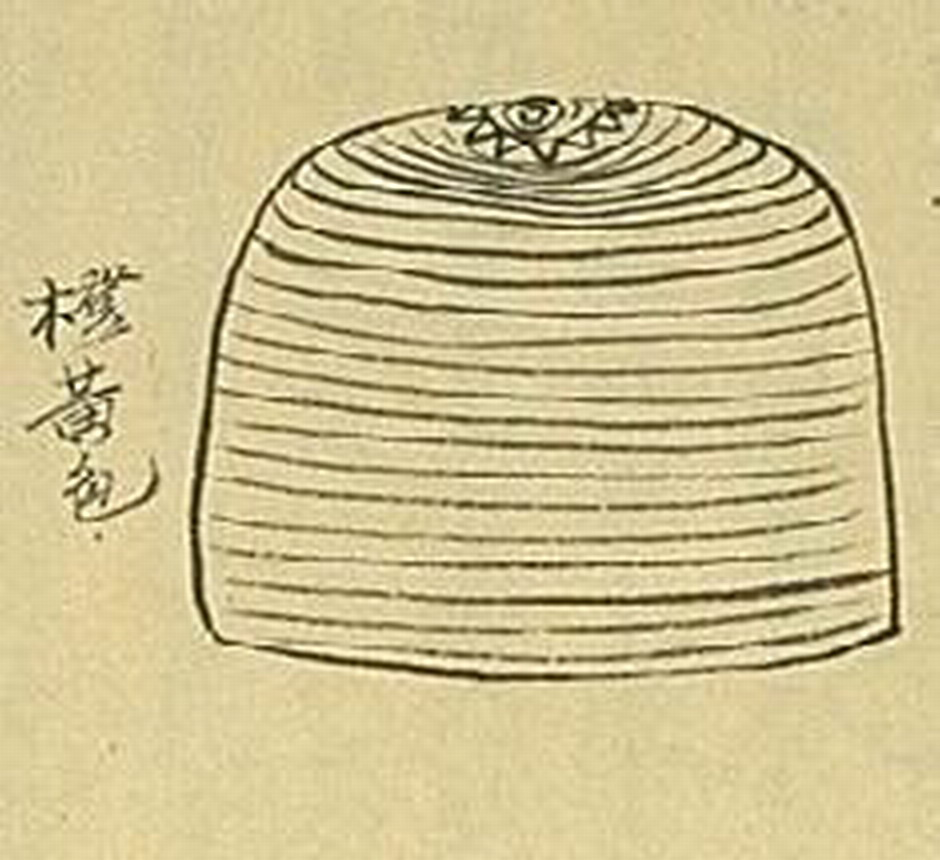
漁民用的斗笠，染成橙黃色
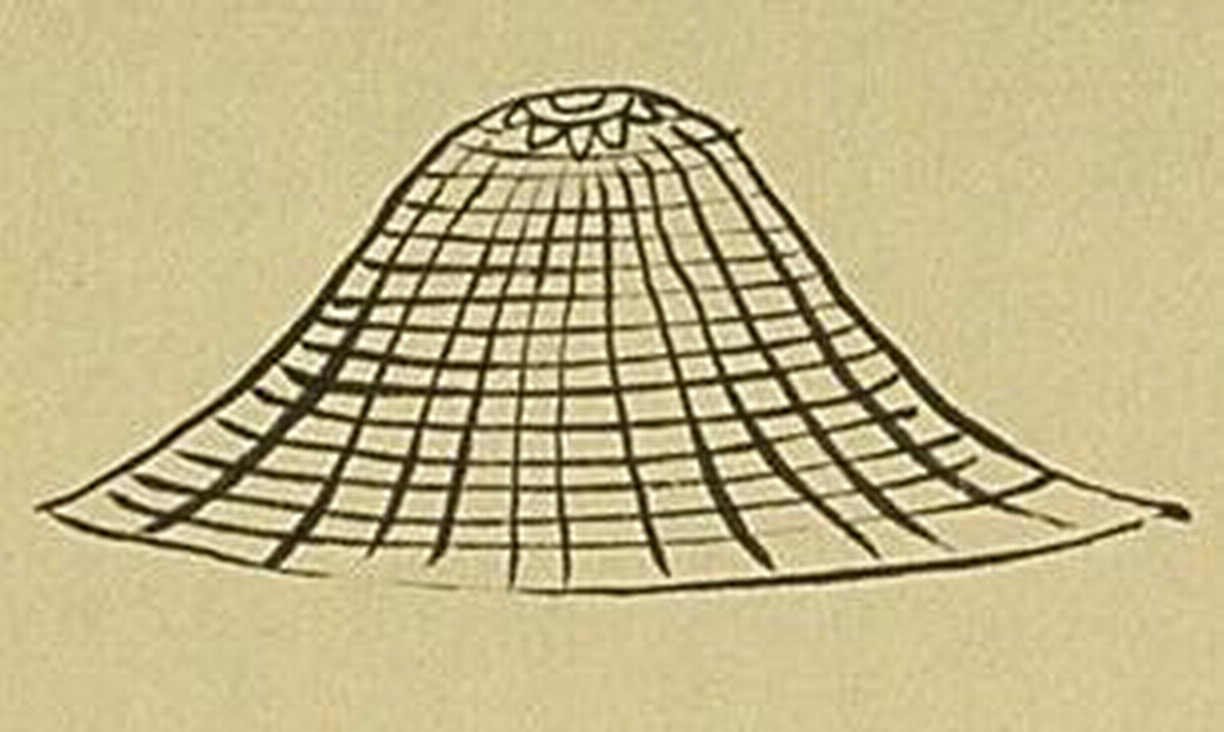
圓頂平笠，由竹皮製成
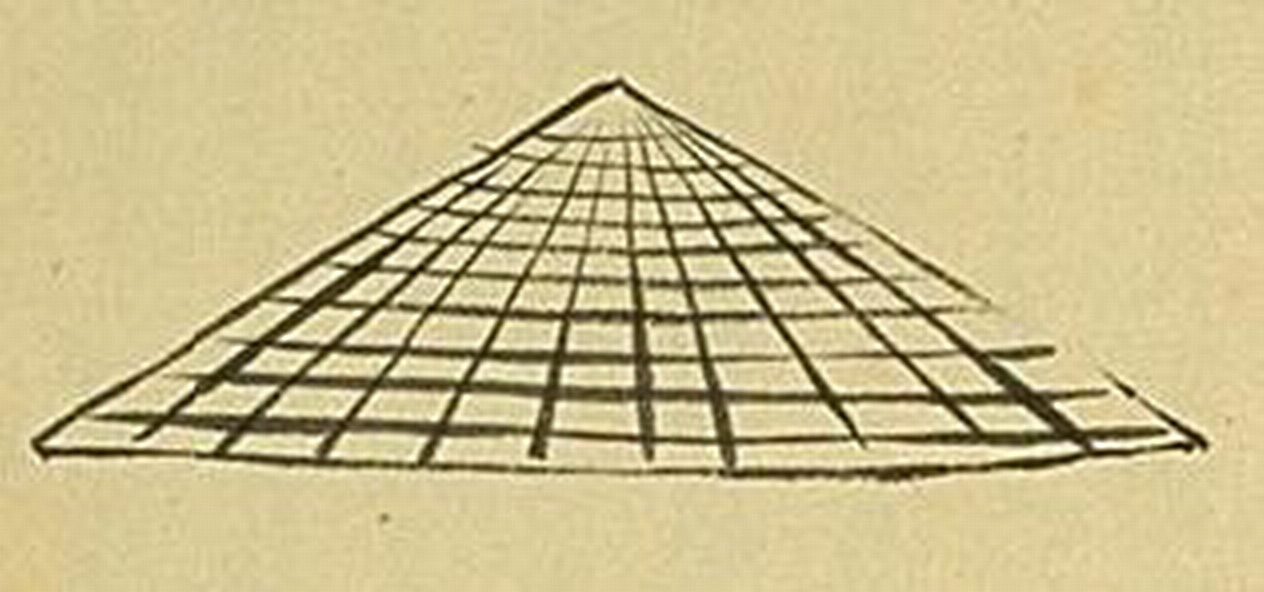
尖頂平笠，由竹皮製成

##### 婚服
從傳世風俗畫所見，士族新郎頭戴赤冠（缽卷或帽），身穿黑色長袍，配大帶。庶民娶妻則多穿白衣

##### 僧侶服飾
僧侶多穿朱黃色等紬絹製成的衣服所穿之衣兩脇下皆不縫合，又有一種像背心的短衣，稱為「斷俗」，近似袈裟。他們通常頭戴氈帽。

#### 女子服飾
琉球婦女常穿无钮无带、不束腰的衣服，初期沒有穿褲子和中衣的習慣，後來有穿褲和中衣，衣襟和袖子較男子服裝稍长，其中一種下裳是有細褶的長裙有些婦女會在上衣之外披上帷幔，見人時用以蔽面。後來則出現了有鈕扣和繫帶的衣服雙手有刺青，除花草、鳥獸圖案外，也有方形、圓形或不規則圖形的。她們留長髮、結髻，庶民婦女多結髻在腦後。亦有婦女結髻於頭頂，從後倒插髮簪，也有其他髮型如前後偏墮的「倭墮髻」等。除髮簪外不戴其他首飾，簪花也只會插戴木蘭花。一如男子，女子頭上所插之髮簪也有身份、等級之分，庶民女子用玳瑁簪。她們不施脂粉，不纏足，平日多穿三板或赤腳。

##### 王室服飾及命婦禮服
上層女性禮服為紅型衣裝。先內穿一套襖裙，襖（胴衣）一般為鮮色，長至大腿，右側繫帶，下穿百褶白裙（カカン），長至蓋著雙腳，外穿色彩鮮麗、圖案豐富的紅型大袖衫（御姊妹衣），再以紫色帶繫結。紅型的顏色、圖案亦有等級之分，琉球國因受到中國影響而視黃色為高貴的顏色，也常有「龍」、「鳳凰」等圖案，王妃、翁主、王子妃的紅型大袖衫（御姊妹衣）為採用福木黄金色染料的黃底。王妃所穿的大袖衫上有雲龍紋，內穿鳳凰模樣襯配花色底的上襖。上級士族女子穿印有垂枝牡丹、鳳凰圖案的御姊妹衣，一般士族女子的御姊妹衣為水色底，上有花鳥山水紋。地位越高，大袖衫上的圖案也越大。女官的其中一種服飾是紅襖白裙。
上層女性多結髻於頭頂，王妃插鳳頭金簪，其他王族女子插金簪，命婦所用之簪視乎其夫之品秩而定。她們外出時會戴箬笠。

##### 士庶常服
一如男子，士庶女子多穿芭蕉布製成的樸素服飾，富貴的士族女子有些會穿紬和上布。女子又與男子一樣穿衾。較早期時不穿褲子、中衣，後則有之早期女衾無帶無紐，行走時要用手拽衣襟，而較後期畫像中的衾及傳世實物則在右側有繫帶，有些於頸上有鈕扣。除衾外亦有其他款式女服的記載，如《端宗實錄》、《成宗實錄》有提及琉球婦女除穿衾之外，也有穿襖裙、襦裙等類似明代和朝鮮王朝女服的服飾，當時之畫像亦繪有穿襖裙的士庶女子，富貴家還會穿彩緞衣服。襖裙無刺繡，裙子多為白色。古畫中又有一種於頸上繫結的外套。她們腳穿三板，與男子沒大差別。士族女子外出時會戴箬笠或用白布巾蒙頭。從傳世風俗畫所見，庶民女子平時也會戴頭巾。
民女所插之簪以玳瑁製成，除此以外沒有其他首飾，亦不施脂粉，但所插之簪可辨別身份，按司家以下出身的士族女子插銀簪，已婚士族女子所插之簪視其夫之品秩而定。庶民女子不得插金、銀簪，她們多插玳瑁簪。
據《朝鮮王朝實錄·成宗實錄》載，八重山群島、宮古群島一帶的庶民女子服飾有異於以上所述，與那國島民女留長髮、不束髻，橫插木梳於鬢，有些髮長至地，最短也過膝。身穿苧布製的直領、無領衣，袖短而闊，多用藍、青色，下穿青色裳。西表島（《成宗實錄》作「所乃島」）、伊良部島（《成宗實錄》作「伊羅夫島」或「伊羅夫是磨」）、多良間島女子服飾和與那國島相近。西表島女子有穿鼻之俗，她們鼻翼兩側穿孔貫小黑木，又在足脛繞繫小靑珠，寬至數寸，伊良部島婦女會佩戴水晶大珠在頸項。波照間島、新城島婦女裝飾則與男子相同。

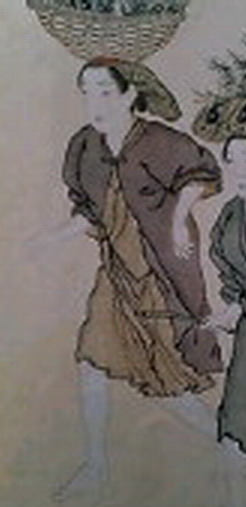
庶民女子常服有一種於頸上繫結的外套
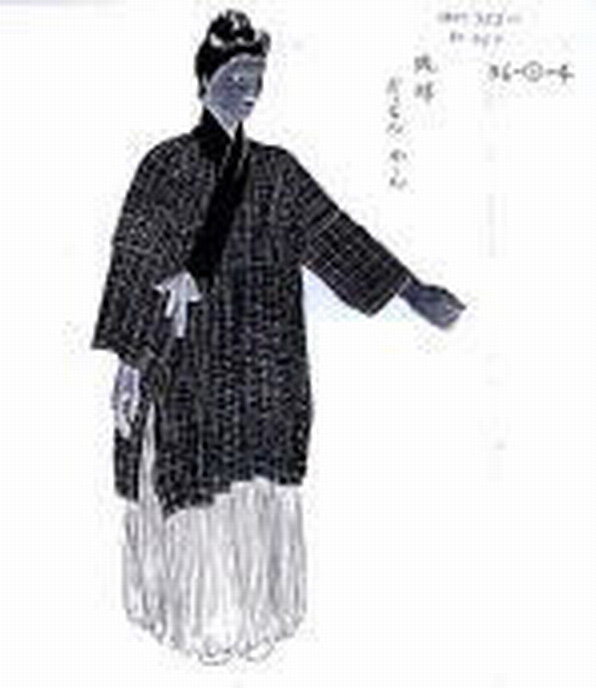
穿襖裙的士族女子
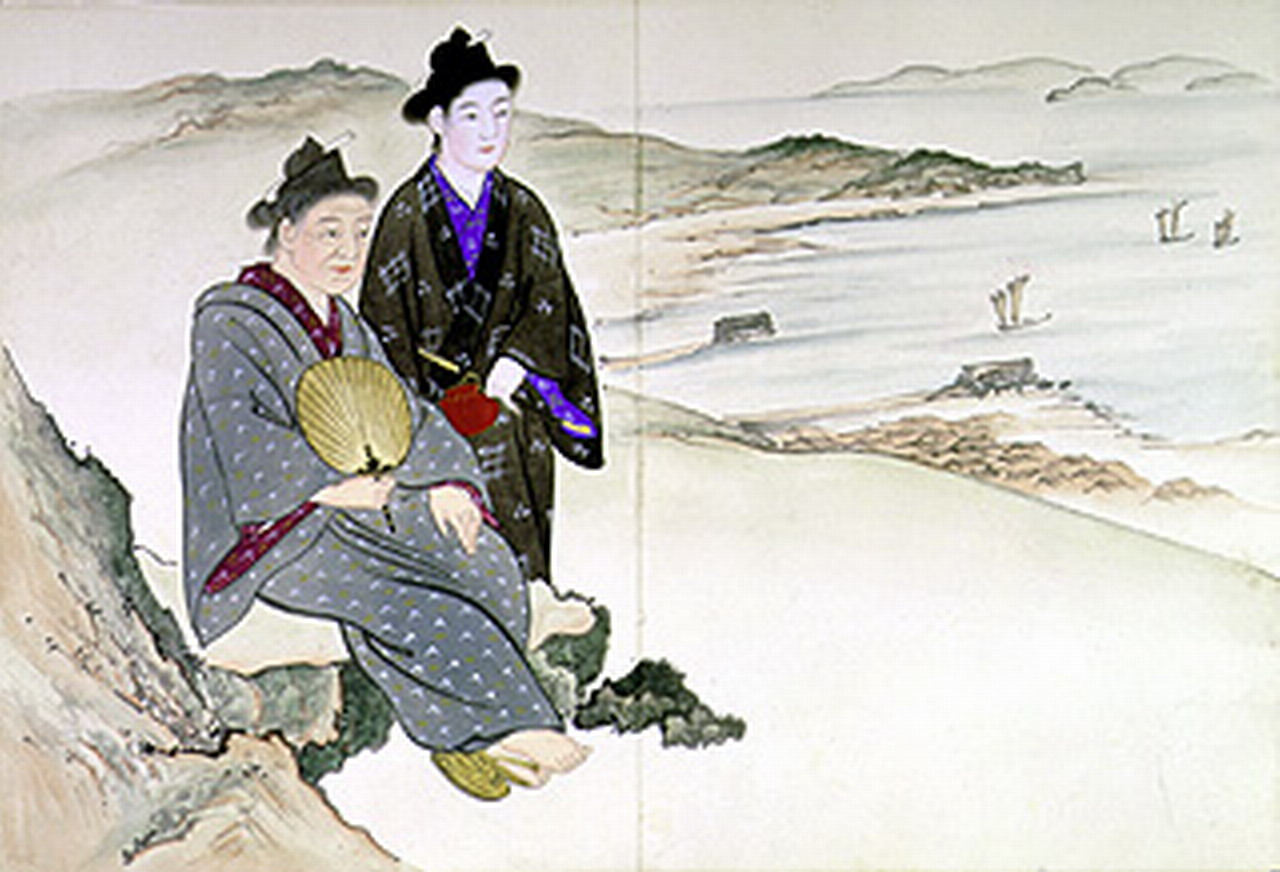
穿「衾」的士族女子
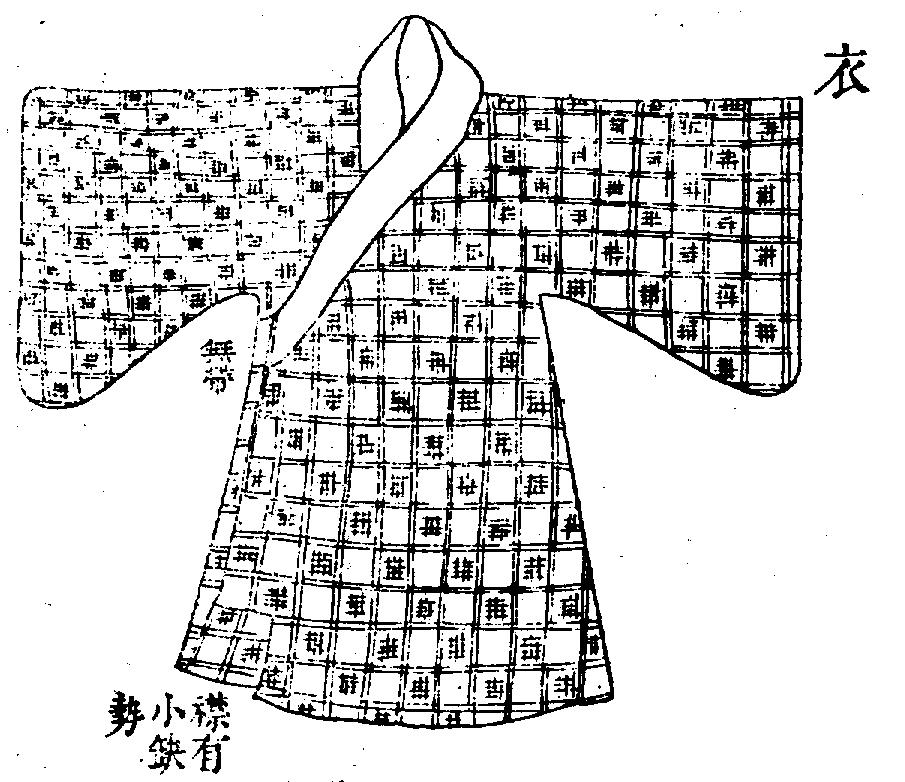
女性上衣的一種

##### 婚服

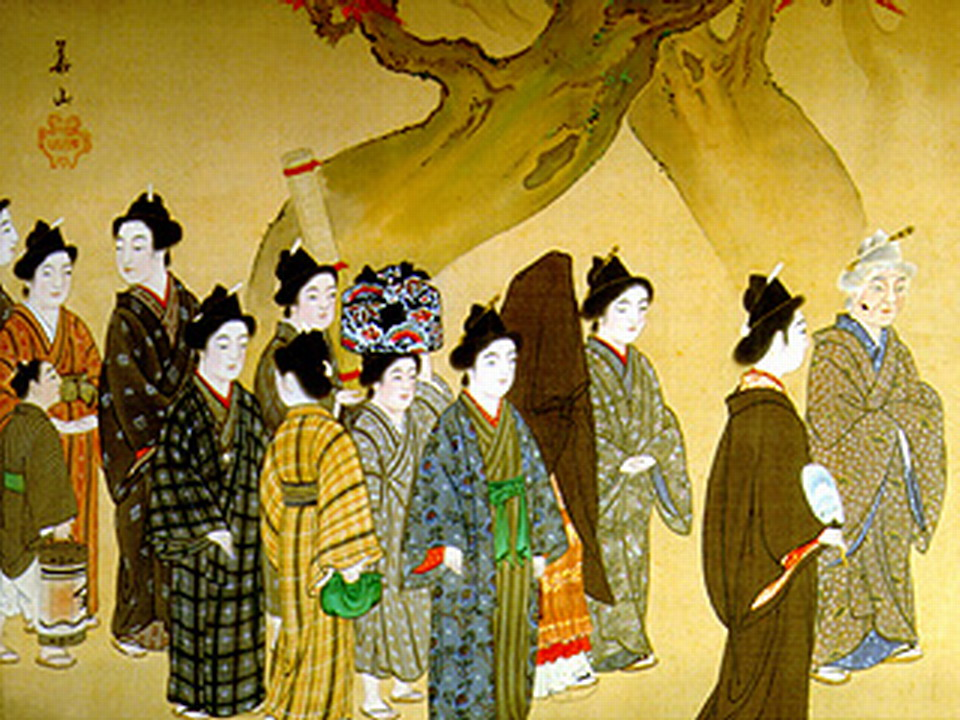
身穿紅型大襖、下穿數層不同顏色的裙子，用黑外衣覆蓋頭部的士族新娘

士族新娘出嫁時所穿的婚服在琉球國初期至中後期多為襖裙，有些婚服穿的上襖較長，為大襖，配下裙，由於琉球人把黑色用於吉事，故此有以穿黑裙為嫁衣者，但也有穿紅型大襖配上白、紅、黃數層的裙子者。她們會用黑外衣覆蓋頭部，後來也有穿長至腳踝的衾再加長外衣和以黑外套覆蓋頭部的裝扮。
民女出嫁時多穿黑裙，以藍型（藍染）蓋頭覆蓋頭部。

##### 祝女服飾

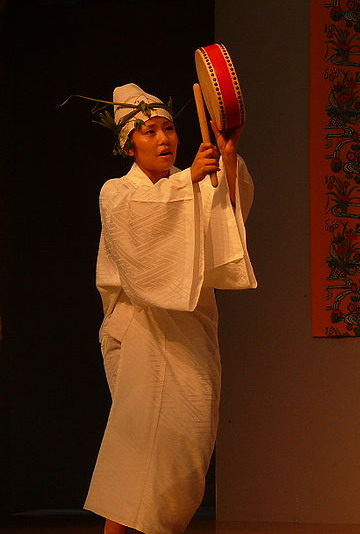
琉球國時代祝女的其中一種裝扮（今人模擬）

祝女在祭祀時有專用的服飾，她們所戴之髮簪稱為ザバネ，另外又有綾蝶步搖（ハベラザバネ或アヤハベラ）、簪、頭帶（サジ）、草冠等頭飾。綾蝶步搖是一根綴有白羽鷲、長約42cm的琉球竹，上面再加上三組白、黃、橙、藍的七個三角布連起上的裝飾。アヤ在琉球語中是綾ハベラ則是蝴蝶。綾蝶步搖是從祝女的頭髮後方倒插，當祝女移動時，三連二十一個蝶就會晃動，產生聲音。
衣著方面，祝女祭祀時多穿襖裙，有些上襖有特殊圖案如鋸齒紋等作為辟邪之用。也有衾、交領半臂、大襖、大袖衣以及袖子類似羽織的上衣等形制。這些衣服以絹、紬、棉、芭蕉布等為材料，也有以不同顏色絹布拼合而成的。祝女上襖通常比一般服裝有較多繫帶，有些上襖左右皆有三條或以上的繫帶，這是因為琉球人相信這些帶子可以驅魔。此外祝女也會佩戴水晶念珠。

##### 娼妓服飾

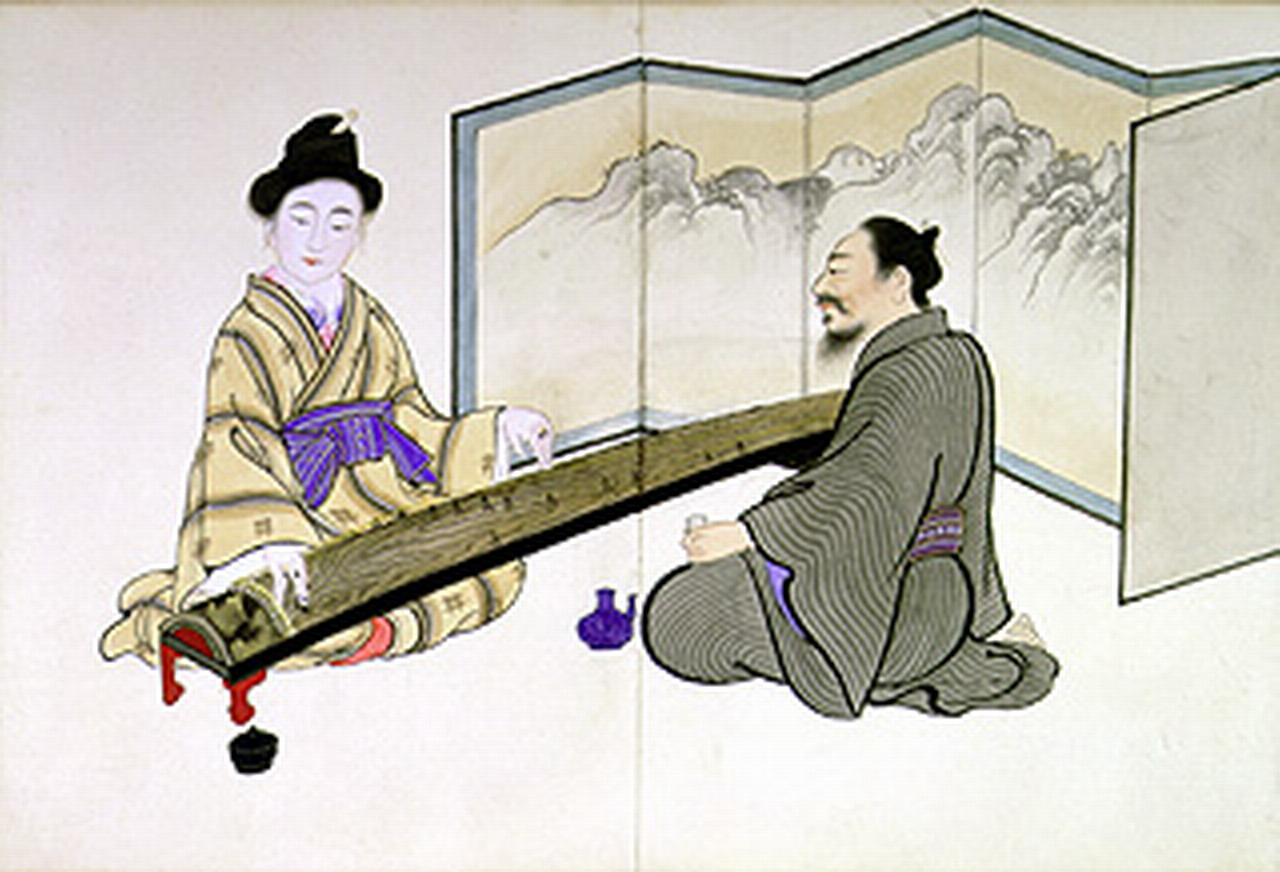
彈箏的侏𠌯，臉上有化妝

琉球的娼妓稱為侏𠌯（ジュリ），又有侏麗、尾類、傾城等別稱。第二尚氏王朝初期的侏𠌯衣襟上會以紅絹為緣，後來多穿紅衣，故有「紅衣人」的別稱。當時規定侏𠌯不得簪銀，只能插玳瑁或竹、木簪，然而她們若獲得中國人贈送銀簪或由中國人入主其家，則不需遵守此項規定。有些侏𠌯會略施脂粉。由現存圖像所見，到第二尚氏王朝後期，侏𠌯的衣著有更多不同樣式，她們會穿上花俏的紅型衣裝，髮型也較一般婦女多變化。

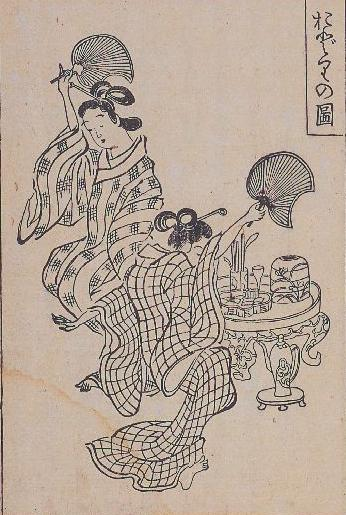
表演歌舞的侏𠌯，髮型較多變化
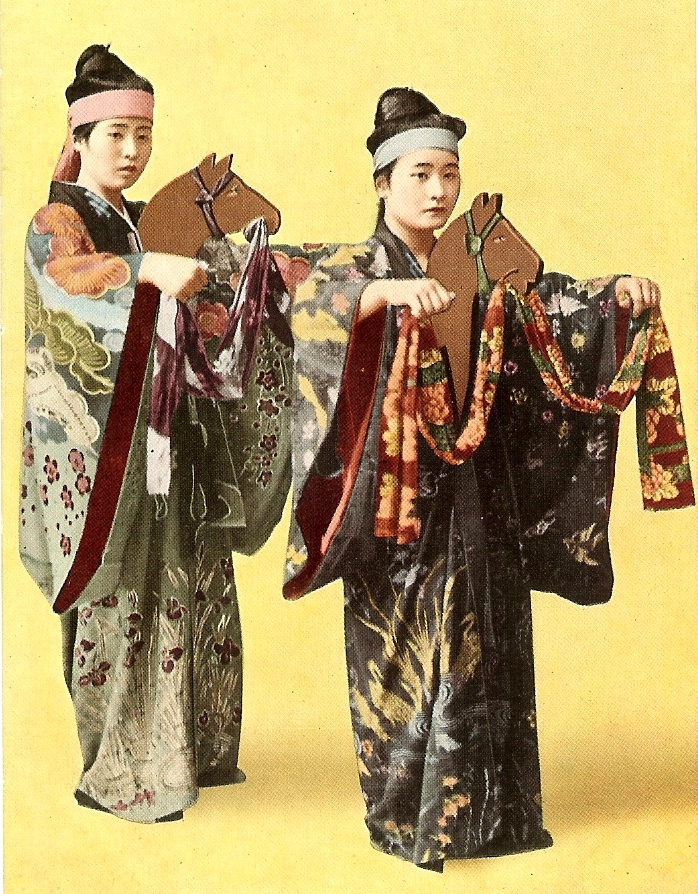
新年時跳「尾類馬」舞祈福的侏𠌯
為客人彈奏三線的侏𠌯
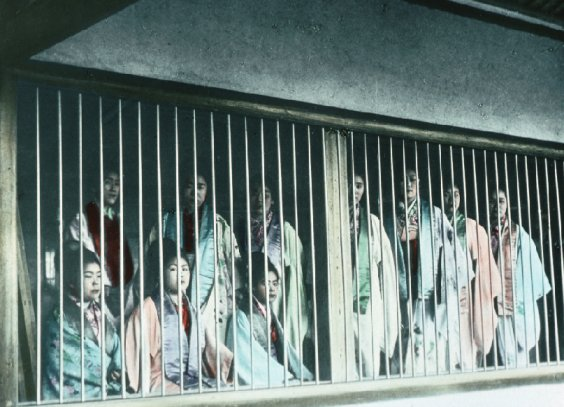
妓院裡的侏𠌯

#### 兒童服飾

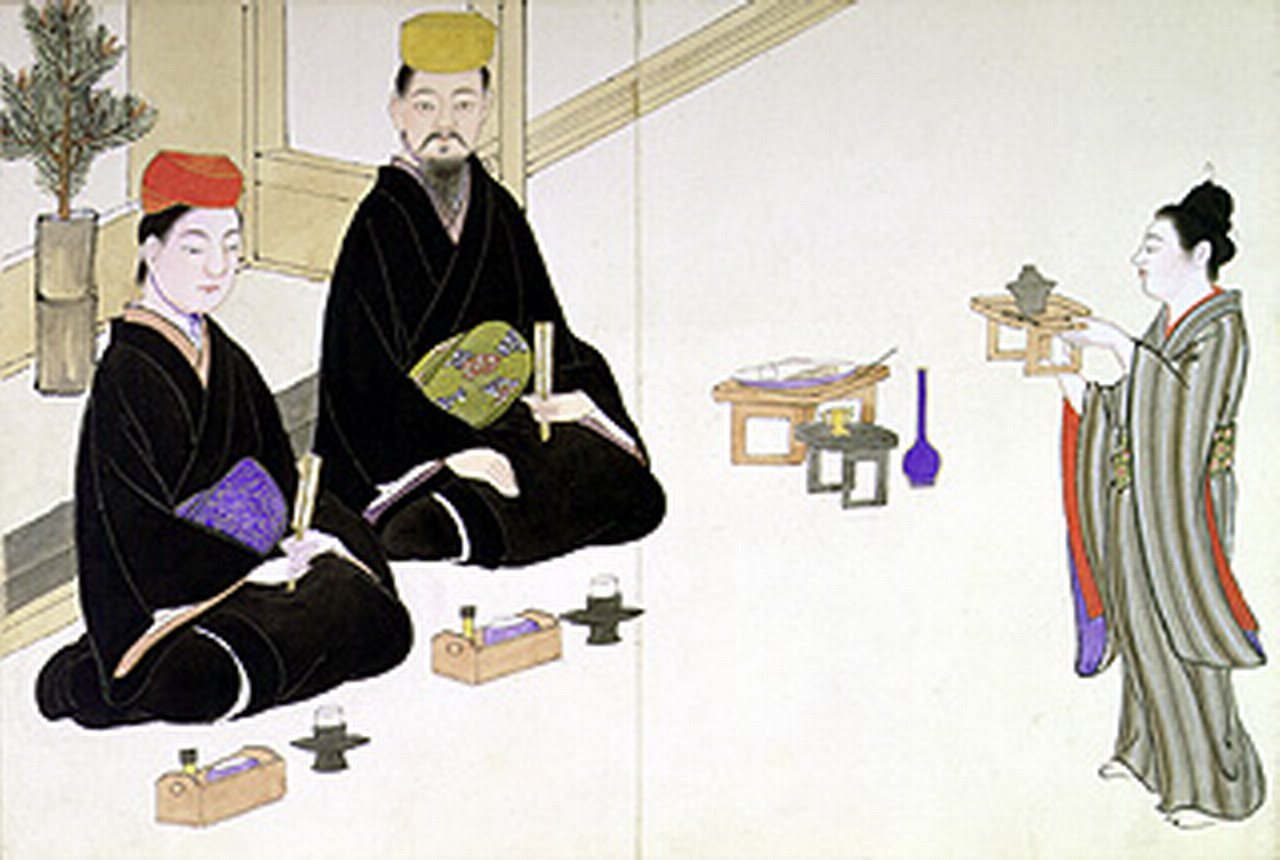
圖右方的士族男孩穿兩脇下不縫合之衣服

兒童服飾款式與成人相若，但有些士族兒童會有特別的服裝，這種服裝的兩脇下三四寸並不縫合，而是類似日本江戶時代服飾。他們沒有剃胎髮的習俗，而是把頭髮梳成髻，再插髮簪。首里的兒童衣服皆以大紅為裡子，外面為五色紬錦，可雙面穿著。

#### 喪服
琉球人送葬時穿白蕉布衫，居喪時穿白邊衣服或有特殊花紋的喪服。夏季是白底桐板衣，或白底上布衣。冬季穿白底木綿絣羽織，在上面綁帶。把上邊的白底疊起所指的白底其實是紺底，但通常會稱作白底。

### 被日本併吞後至今
琉球國於1871年被日本所滅，翌年設琉球藩，琉球末代國王尚泰王被封為琉球藩王，保留王族服飾。至1879年（明治十二年）廢藩置縣，琉球王族和貴族不再擁有尊貴身份，紅型衣裝也走入尋常百姓家，此後多作為琉球藝能參與者的服裝以及重大傳統節日或儀式（如婚禮、成年禮、還甲）的服裝。士庶常服則繼續於琉球人日常生活中穿著，紅型染色技法也同時用於常禮服。
明治二十八年（1895年）前，琉球各階層人士所穿的琉裝的款式多沿襲前代，並沒有大變化。其後男子開始不結髻，男性琉裝樣式也較多受到和服影響，女性服飾裝扮則改變甚少，仍然穿著與琉球國時代款式相同的衣服和在頭上結髻，但已經甚少出現左衽的樣式了。而在雙手刺青的習俗直至明治十五年日本政府下禁令後才廢止。二次大戰後，琉裝常服發展得更接近和服樣式，但所用的特殊布料、染色技法等仍然具有與和服不同的特徵，且仍維持結腰帶於前方的樣式。

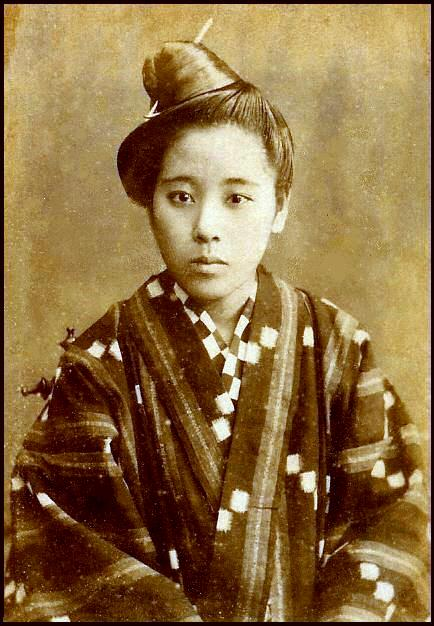
身穿傳統服飾的少女
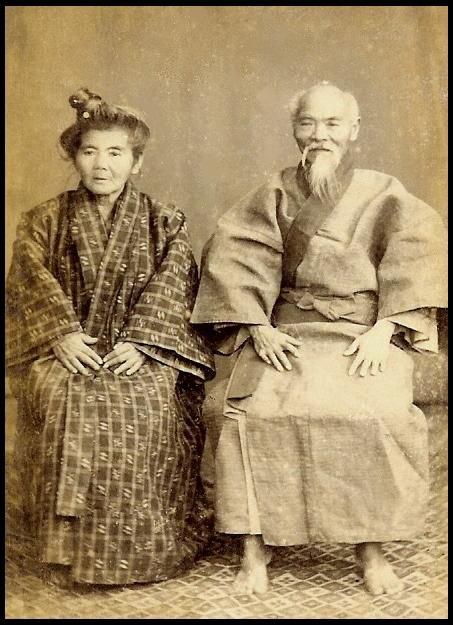
一對老夫婦
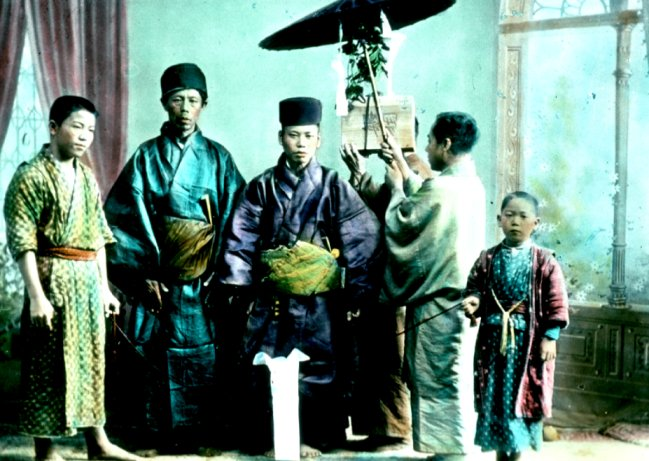
穿著前代士族禮服的新郎及其親友
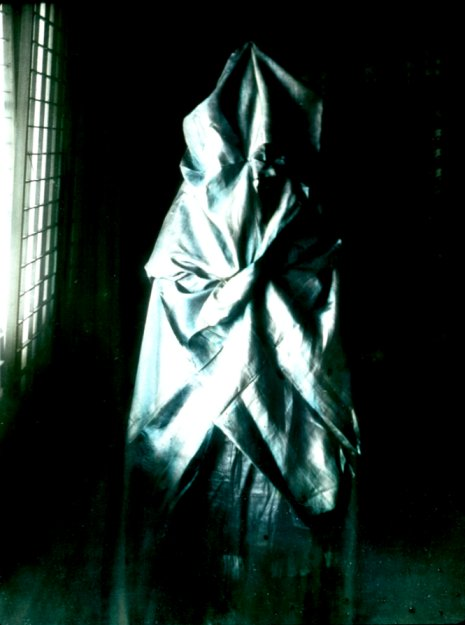
穿著前代士族禮服的新娘
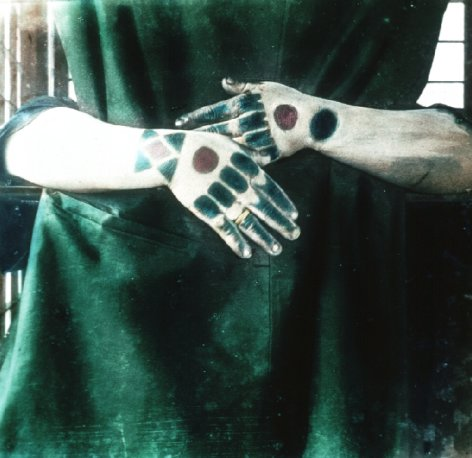
婦女手背的刺青
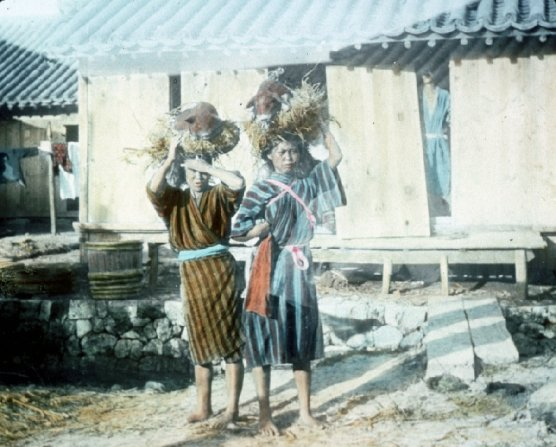
以頭頂運豬的婦女
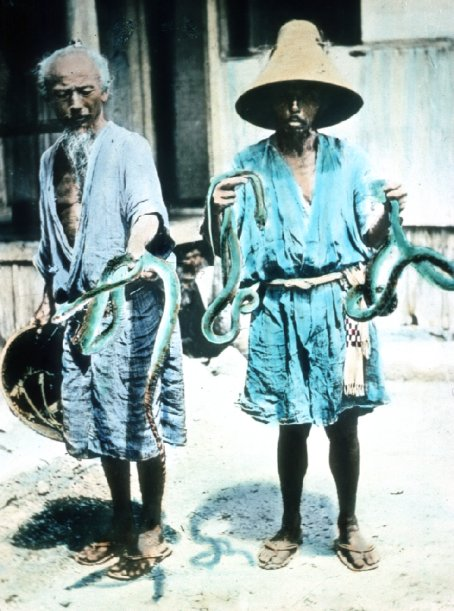
戴斗笠的「蛇王」
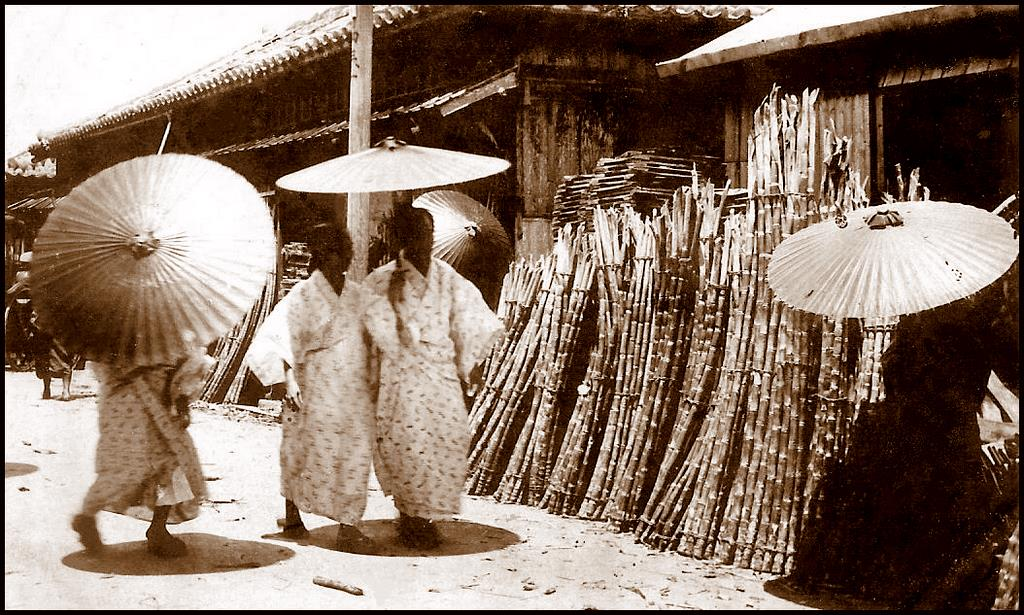
持油紙傘、穿無腰帶「衾」的女途人

直至二十世紀中期，人們多改穿西服及時裝，琉裝則只在傳統文化相關活動、節日、婚禮，或需要穿著代表本民族服裝時穿著，也常有遊客穿著以體驗琉球文化。現代琉裝款式一般保留傳統樣式，但亦有改良的款式，繫腰帶也不再是男性的專利，現代女性琉裝常服也有繫腰帶的款式。

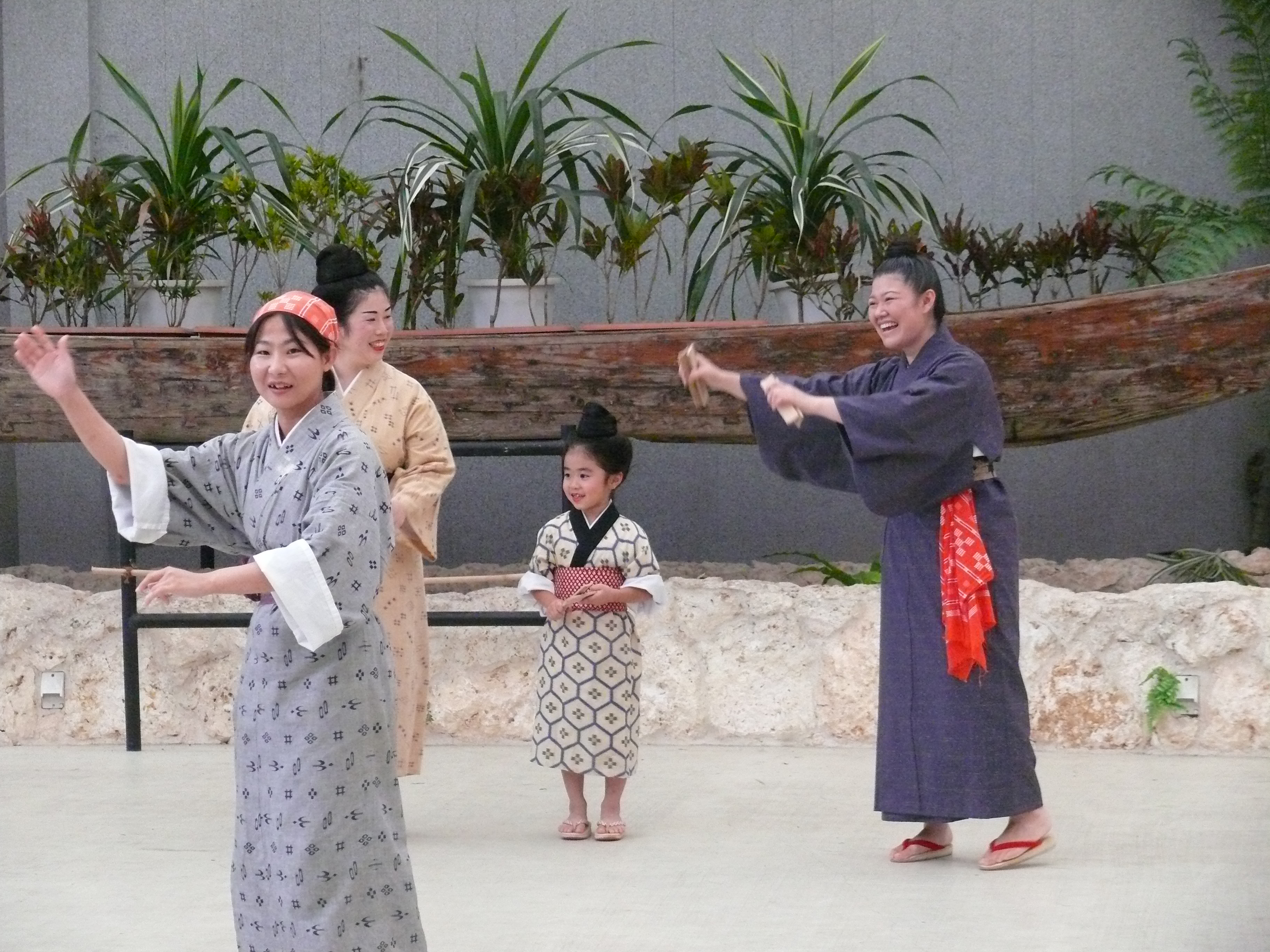
穿常服、繫腰帶跳傳統民俗舞蹈的女性
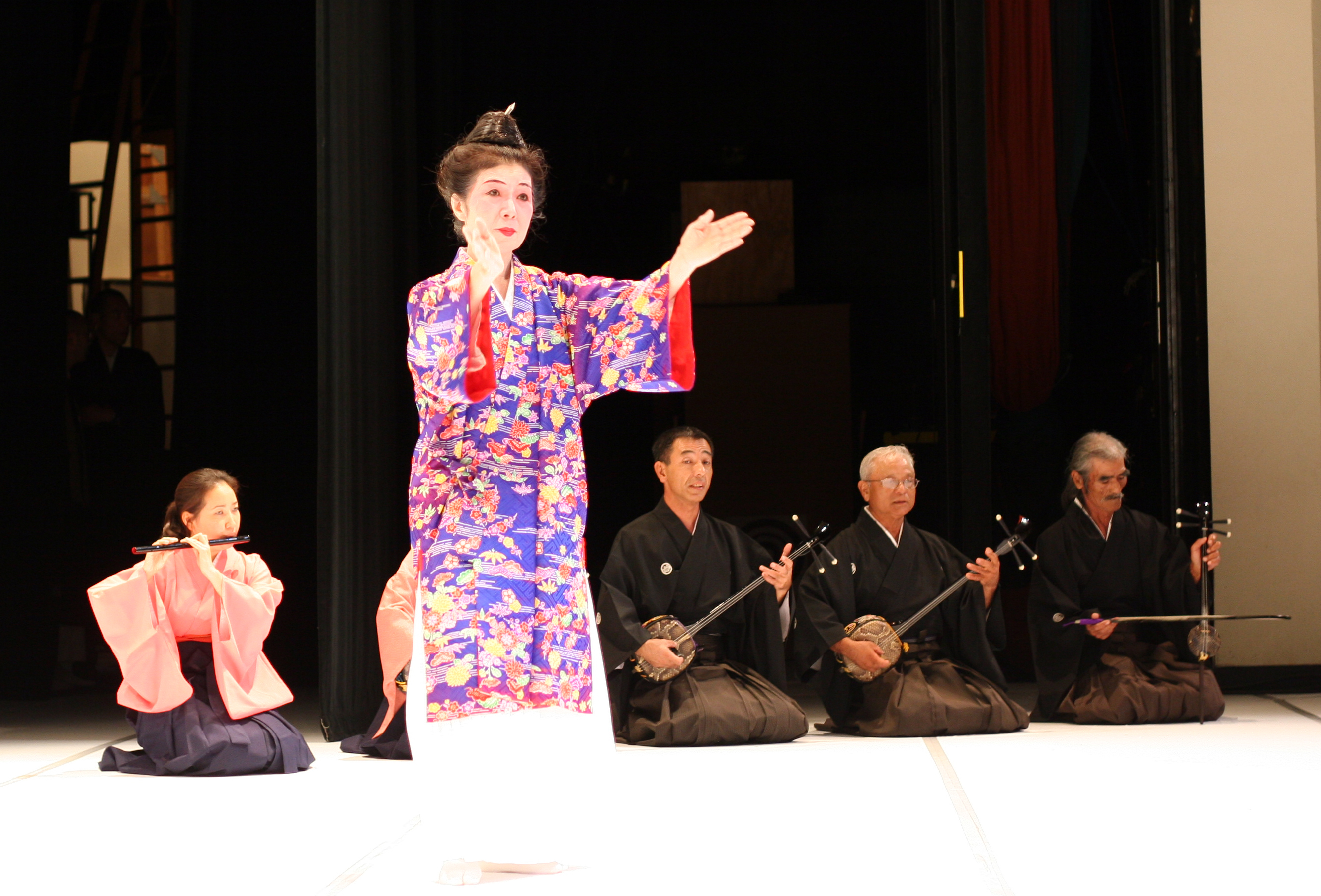
穿紅型衣裝的女舞者
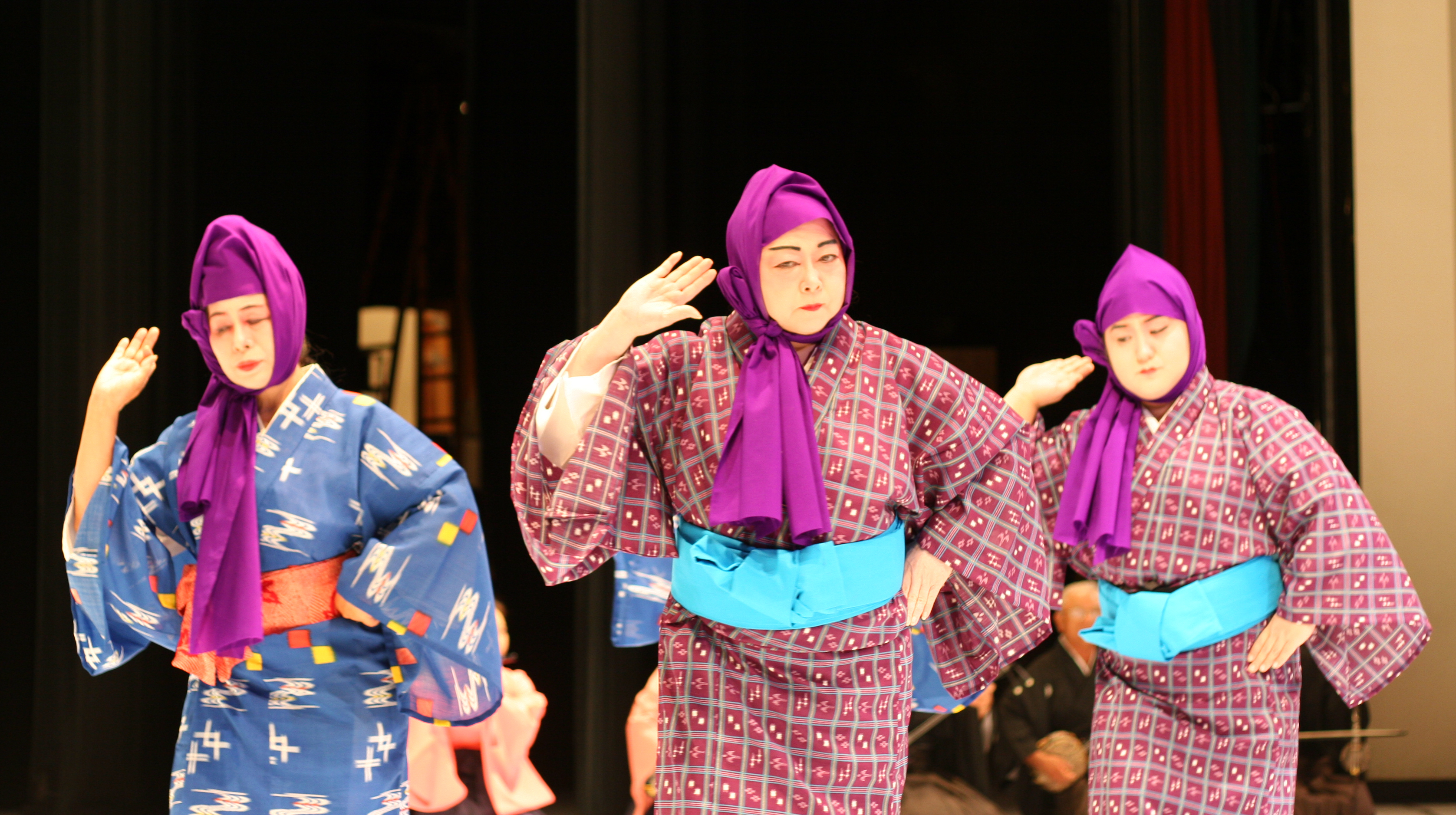
表演傳統舞蹈的舞者
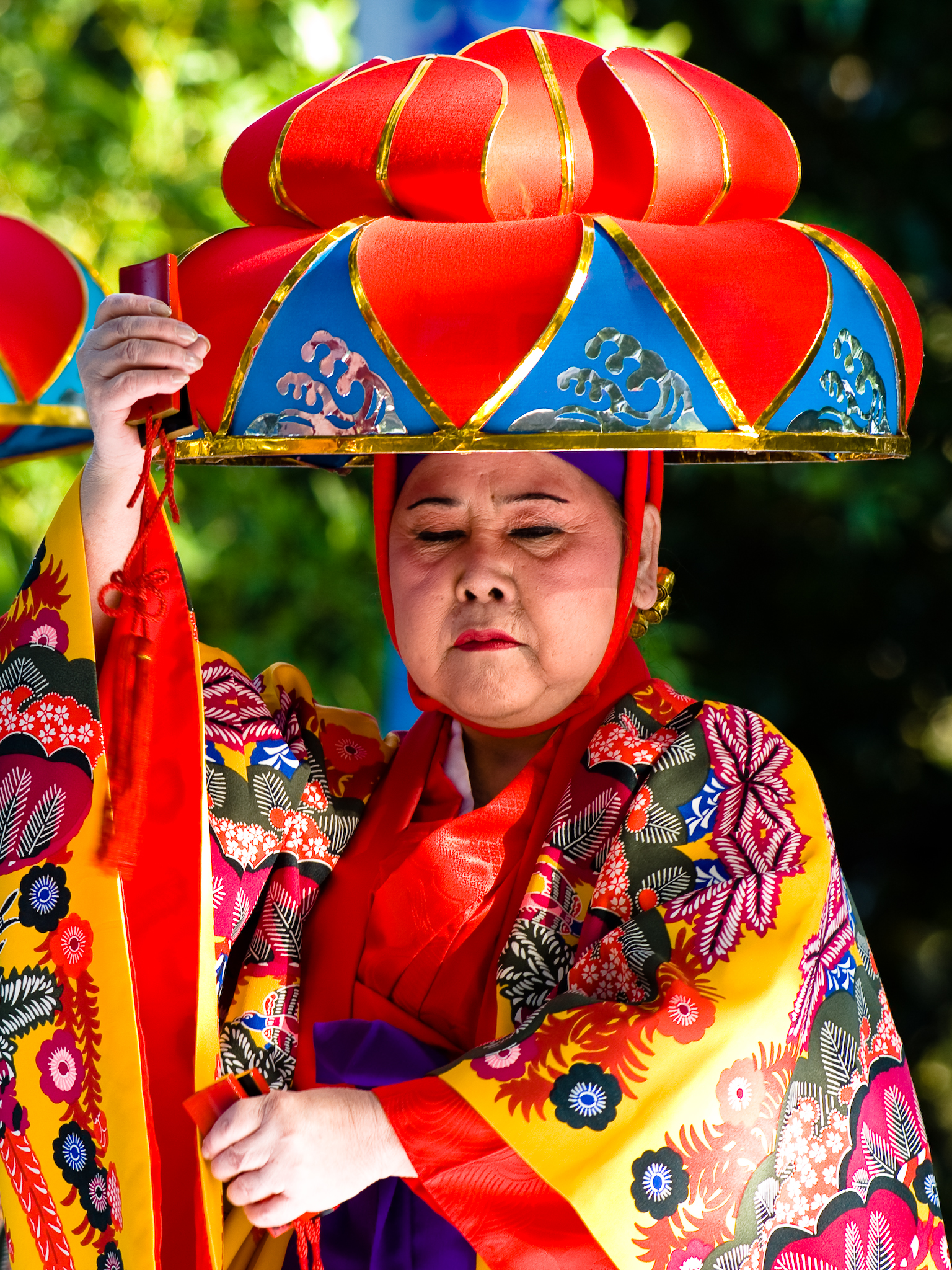
戴花笠、穿御姊妹衣的舞者
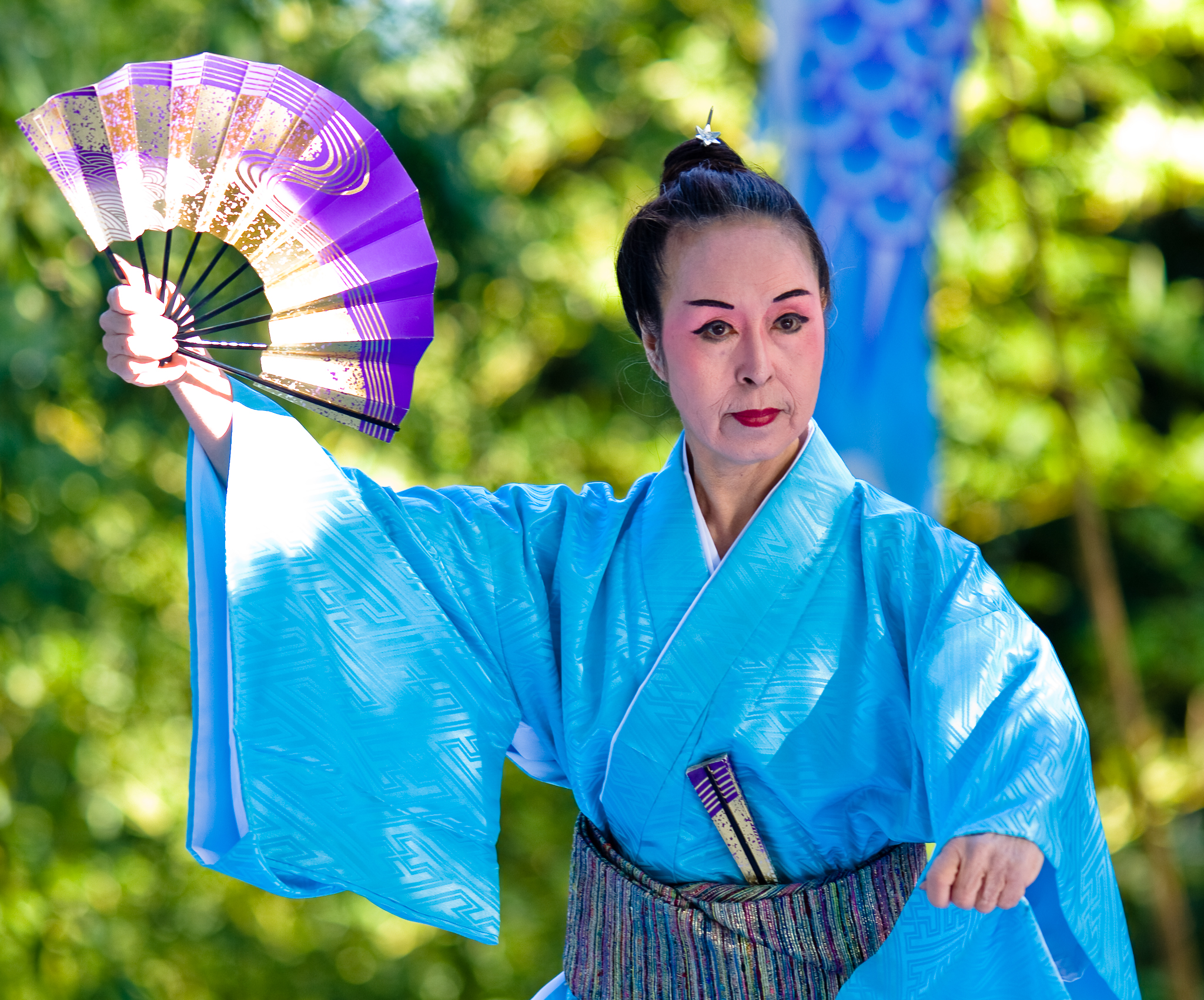
穿男裝禮服的舞者，袖子的形狀受和服影響
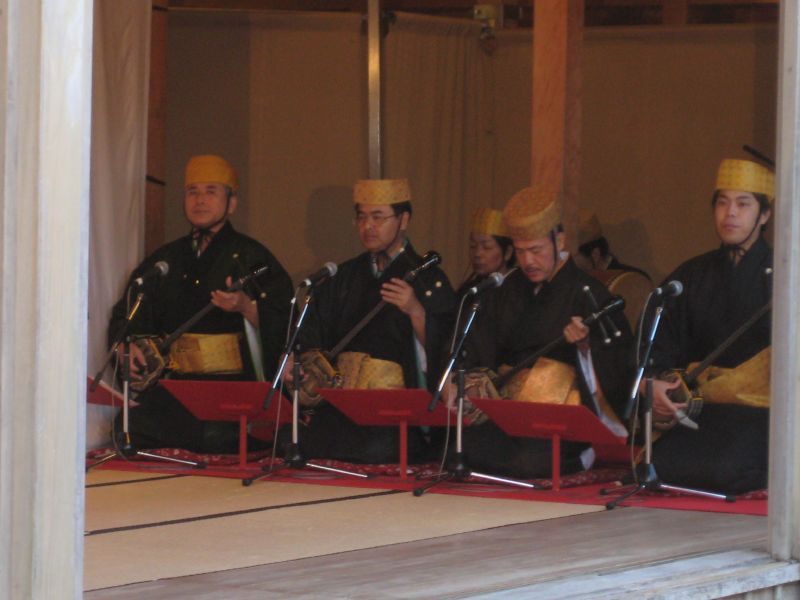
首里城內穿禮服、彈三線的男樂師
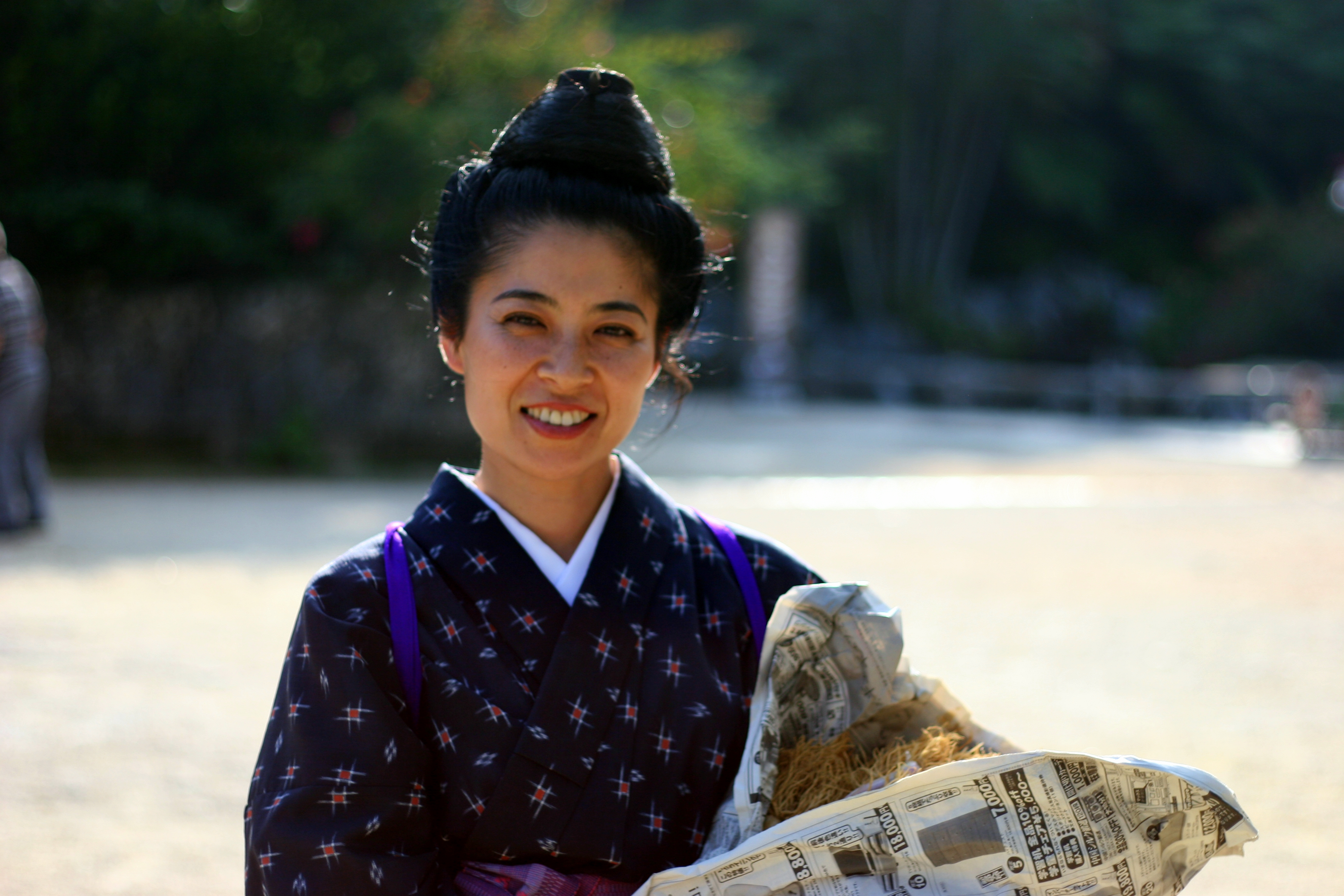
穿琉裝常服的女性
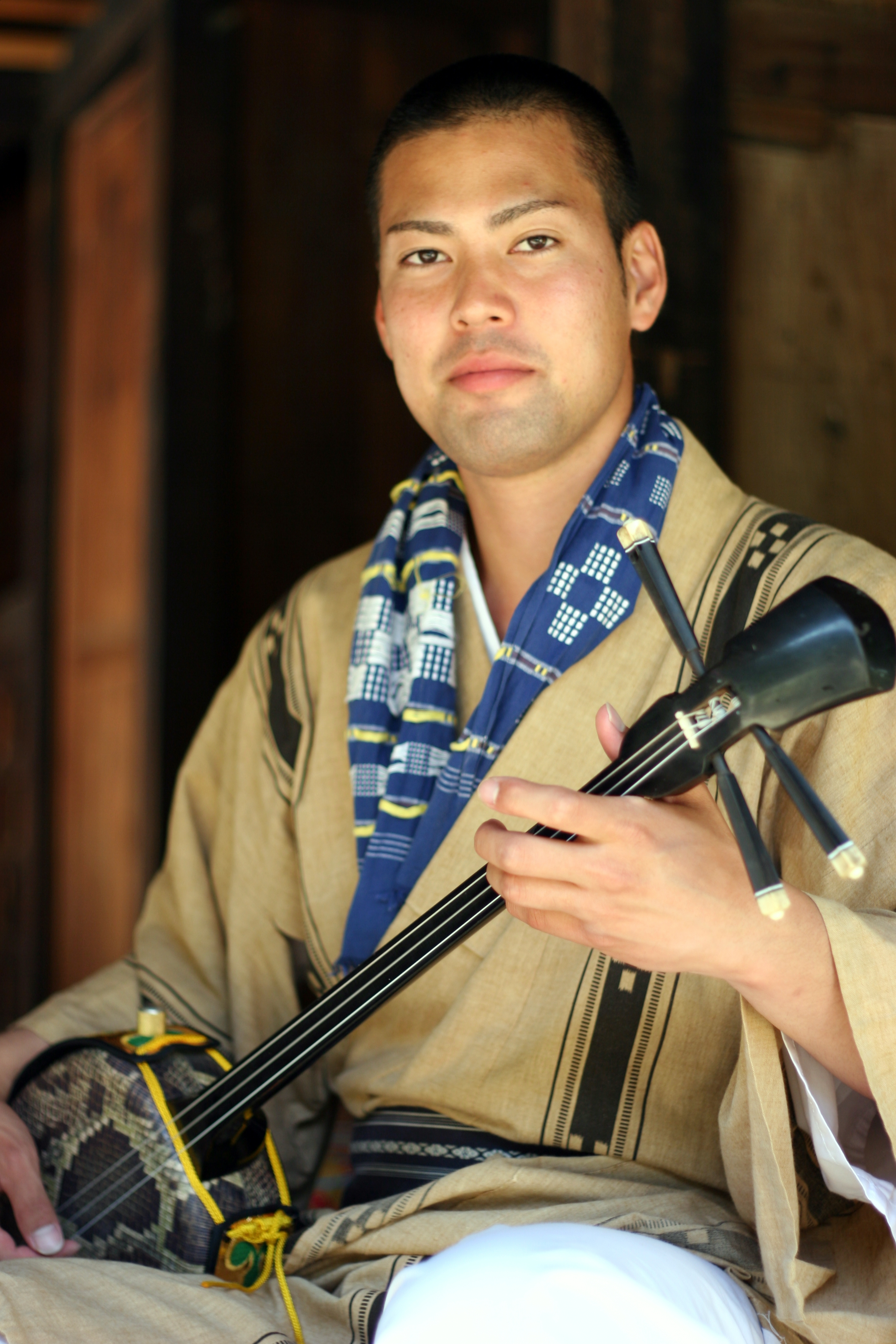
穿琉裝常服彈三線的男性